# Nepenthes
Nepenthes is een geslacht van tropische vleesetende bekerplanten in de monotypische familie Nepenthaceae. De meeste soorten groeien als klimplant of lage struik. Met hun nectar lokken ze insecten en andere prooidieren naar hun vangbekers, die op de grond liggen of hoger in de lucht hangen. Als de dieren op de bekerrand landen, glijden ze makkelijk uit op het glibberige oppervlak en vallen ze in de beker. Die is gevuld met een stroperige vloeistof vol verteringsenzymen, die aangemaakt wordt door klieren aan de binnenzijde. Veel bekerplanten leven in symbiose met andere organismen, waarvan een groot aantal volledig afhankelijk van de plant is.
De meeste soorten in het geslacht zijn endemisch in hun regio. Het verspreidingsgebied ligt grotendeels in Zuidoost-Azië, met de grootste biodiversiteit op Borneo, Sumatra en de Filipijnen. Een klein aantal soorten komt tot ver daar buiten voor, waaronder op Sri Lanka, Madagaskar en de Seychellen. Hun carnivore levenswijze stelt de planten in staat om op oligotrofe grond te groeien. De meeste soorten groeien in tropische hellingbossen met grote temperatuurverschillen. Enkele planten groeien daarentegen in natte laaglanden, waar het zowel overdag als 's nachts warm is.
Sinds de eerste beschrijvingen in de 17e eeuw is de taxonomie van het geslacht regelmatig gereviseerd. Er zijn meer dan 160 soorten beschreven en een groot aantal variëteiten en hybriden. Veel soorten en cultivars zijn met succes gekweekt. Dankzij de toenemende kennis van de fysiologie van de plant, werden diverse biomimetische toepassingen ontwikkeld.

## Naam en etymologie

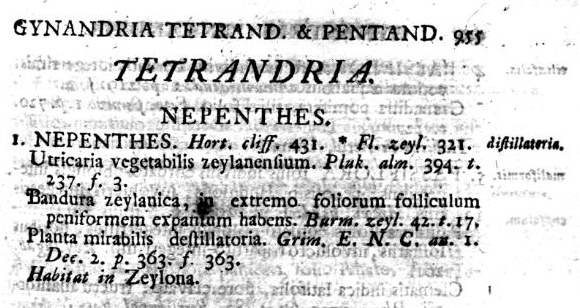
Beschrijving van de typesoort Nepenthes distillatoria in Linnaeus' Species plantarum (1753)

De naam Nepenthes werd in 1737 door Carl Linnaeus gepubliceerd in Hortus Cliffortianus. Linnaeus baseerde de naam op een passage in de Odyssee van Homerus, waarin een Egyptische koningin aan de verdrietige Helena het medicijn Nepenthes pharmakon geeft. Het woord Nepenthes is samengesteld uit het Oudgriekse ne- (νη-) en penthos (πενθές, een vervoeging van πένθος), wat respectievelijk 'geen' en 'verdriet' betekent. Linnaeus motiveerde zijn naamkeuze als volgt:

Als dit niet Helena's Nepenthes is, dan zeker wel voor alle botanici. Welke botanicus zal niet vol bewondering zijn als hij na een lange reis deze wonderlijke plant vindt? Als hij dit bewonderenswaardige werk van de Schepper aanschouwt, zal hij in zijn verrukking al zijn geleden ziektes vergeten!
— Carl Linnaeus

De Indonesische naam voor Nepenthes is kantong semar en de Javaanse is kanthong semar, oftewel 'de zak van Semar'. Semar is in de Indonesische mythologie de bewaker van het eiland Java. Indonesiërs noemen de plant ook wel 'apenbeker'. Van orang-oetans is bekend dat ze de vloeistof uit de vangbekers drinken. Ook in andere taalvarianten wordt verwezen naar de bekervormige bladeren van Nepenthes. Op de Filipijnen gebruikt men de volksnaam sako ni Hudas: 'Judas' geldbuidel'. In de 19e eeuw werd Nepenthes in het Nederlands ook wel 'kannetjeskruid' genoemd.

### Soortnamen
Veel soorten in het geslacht hebben een wetenschappelijke naam die verwijst naar het (exclusieve) verspreidingsgebied. Zo verwijzen de namen van N. masoalensis, N. khasiana, N. leyte en N. sibuyanensis respectievelijk naar het nationaal park Masoala in Madagaskar, de Khasiheuvels in India en de Filipijnse eilanden Leyte en Sibuyan. Andere soortnamen zijn eerbetonen aan personen. Zo is N. veitchii vernoemd naar de Veitch-dynastie die de kwekerij Veitch and Sons runde en is N. attenboroughii vernoemd naar Sir David Attenborough, een liefhebber van Nepenthes-planten.
Een aanzienlijk aantal soortnamen benoemt een typisch kenmerk van de plant, met name dat van haar vangbekers. De soortaanduiding van N. jamban bijvoorbeeld is Indonesisch voor 'toilet' en slaat op de vorm van de bekers. N. aristolochioides dankt haar naam aan de gelijkenis van de bekers met de bloemen van het geslacht Aristolochia. Soortgelijke beschrijvende namen zijn N. bicalcarata ('twee sporen'), N. gracilis ('slank'), N. gymnamphora ('naakte amfora'), N. lingulata ('kleine tong'), N. sanguinea ('bloedrood') en N. villosa ('harig').

## Beschrijving

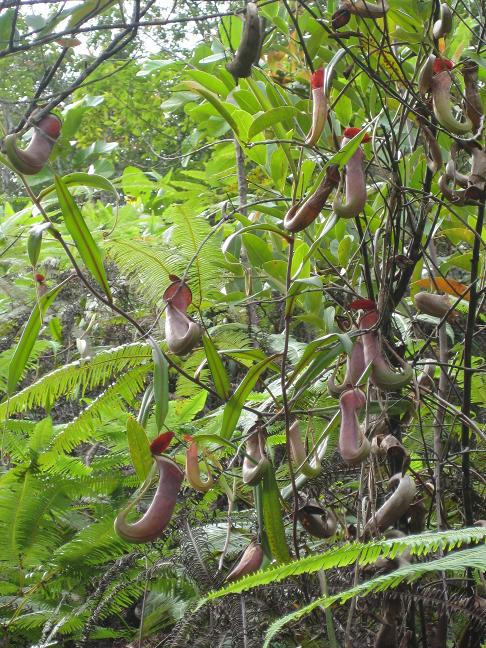
Klimmende Nepenthes albomarginata op het Maleisische eiland Penang

De soorten uit het geslacht Nepenthes zijn vaste planten. De meeste groeien als klimplant of kruipplant. Enkele soorten hebben een stengel die stevig genoeg is om de hele plant op te richten. De stengel en de bladeren zijn bedekt met nectarklieren en in de meeste gevallen met haartjes. De draadvormige, meercellige haartjes groeien afzonderlijk of gebundeld. De lengte en hoeveelheid van deze haartjes verschillen sterk per soort.
De maximale leeftijd van een Nepenthes is afhankelijk van de soort en de omgeving. Wanneer de plant te weinig licht krijgt of in een te droge omgeving staat, ontwikkelt zij weinig tot geen vangbekers. Zonder vangbekers kan de plant moeilijk aan voedingsstoffen komen. De meeste soorten kunnen in zo'n geval voortijdig afsterven. N. rajah is na ongeveer honderd jaar volgroeid. Ook enkele gekweekte exemplaren hebben in een gecontroleerde omgeving een leeftijd bereikt van meer dan honderd jaar.

### Wortels
Vleesetende planten halen veel van hun voedingsstoffen uit gevangen prooidieren. De vangbekers van Nepenthes-planten nemen daarom een belangrijke functie van de wortels over. Meestal wortelt de plant ondiep, al zijn de wortels vaak goed ontwikkeld. Een aantal Nepenthes-soorten kan voldoende voedingsstoffen uit de bodem halen wanneer de plant geen vangbekers draagt of om een andere reden niet aan prooi kan komen.

### Stengel
De stengel dankt zijn sterkte aan taaie vezels in de cortexale en medullaire lagen. Bij de klimmende soorten heeft de stengel een doorsnede van maximaal één centimeter en kan hij een lengte van vijftien meter bereiken. Stengels van sommige soorten wortelen op de knopen en kunnen zo tot 40 meter hoog klimmen. Andere Nepenthes-soorten groeien als een epifyt op een afgestorven deel van zichzelf. Het levende deel van de stengel wordt zelden langer dan 1,5 meter, maar de plant kan desondanks op grote hoogte aangetroffen worden. Bij een klein aantal soorten kan de stengel vertakkingen produceren waaraan andersgevormde vangbekers groeien.

### Blad

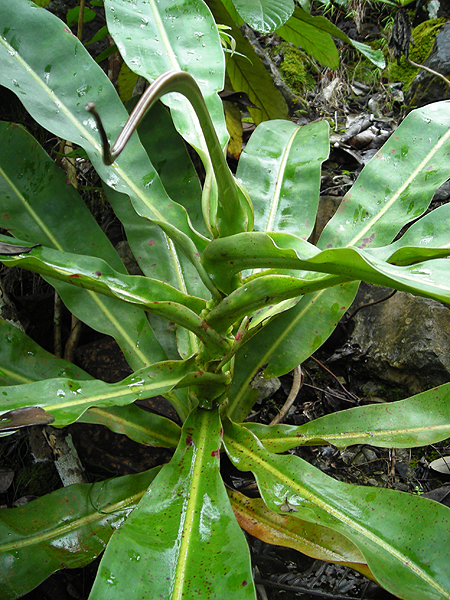
Bladeren en internodiën van een jonge Nepenthes northiana

Bij een jonge plant staan de zwaardvormige, gaafgerande bladeren in een rozet. Bij veel soorten groeien de internodiën van de stengel naarmate de plant ouder wordt. Hierdoor komen de bladeren in een verspreide bladstand te staan. Verzonken in kleine kuiltjes op het bladoppervlak groeien haarvormige klieren (hydathodes), die dienen voor de opname of uitstoot van water.
Op latere leeftijd ontwikkelen de meeste Nepenthes-soorten ranken. Elke rank groeit aan het eind van de centrale bladnerf. Een rank is aanvankelijk opgerold, maar ontrolt zich gaandeweg tijdens de groei. Volgroeid is de rank sterk en elastisch. Laaggroeiende ranken zijn meestal recht, terwijl hoge ranken doorgaans in een enkele lus groeien. Bij de klimmende soorten wikkelen de lussen zich rond nabije steunpunten. Vaak bevatten de ranken nectarklieren. Deze kunnen een duidelijke verdikking in de ranken veroorzaken, met name bij die van N. bicalcarata.
De bladmorfologie van Nepenthes bleef lange tijd onbegrepen. Inmiddels is men het erover eens dat het bladvormige gedeelte de bladbasis van een normale plant vertegenwoordigt, en de rank de bladsteel. De vangbeker is het equivalent van de bladschijf, en de twee ribbels of vleugels aan de voorzijde zijn het equivalent van de bladrand. Er is geen consensus over welk deel van de beker de feitelijke bladtop is. Volgens enkele auteurs is dit het operculum, maar over het algemeen wordt aangenomen dat het de spoor achter het deksel is.

### Vangbeker

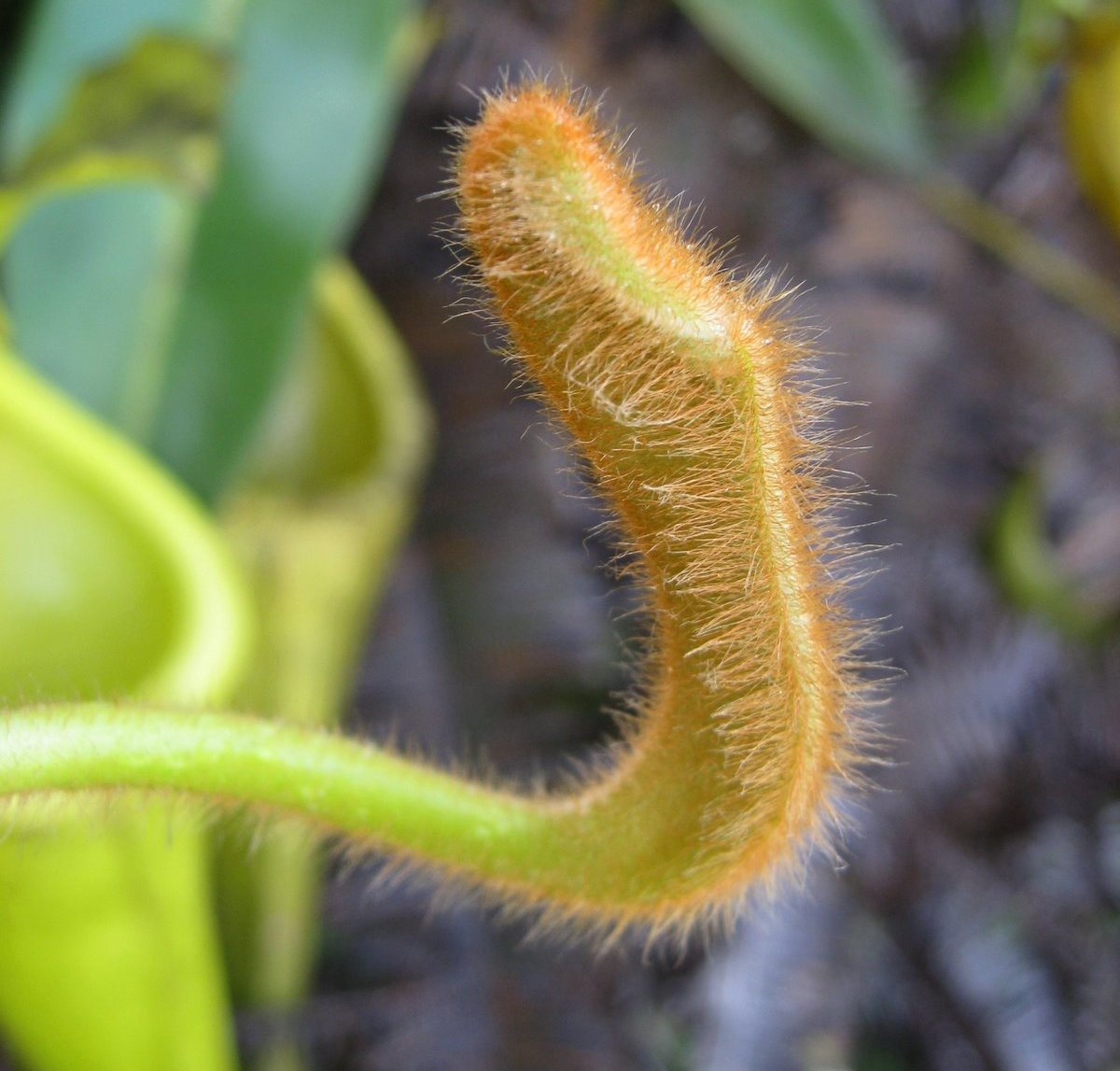
Een vangbeker van Nepenthes chaniana in ontwikkeling

Wanneer de omstandigheden gunstig zijn produceren de bladeren vangbekers. Deze beginnen als kleine knoppen aan het uiteinde van de rank of, wanneer die ontbreekt, aan het uiteinde van de nerf. De knop groeit relatief snel en gaat door het toenemende gewicht hangen. De rank buigt zich zodanig dat de knop rechtop komt te staan. De knop vult zich vervolgens met lucht, zodat hij transformeert in een bekervormig ascidium met een stevig gesloten deksel. De beker vult zich met vloeistof uit klieren in de binnenwand. Bij de bontgekleurde soorten verschijnen nu de eerste kleurpatronen.
Na enkele dagen wordt het dekselvormige operculum geopend en krult de bekerrand naar buiten, om zo het peristoom te vormen. De bekerwand is aanvankelijk zwak, maar wordt binnen een paar dagen stevig. Zeven tot tien dagen na het opengaan is de beker volledig ontwikkeld. De vangbeker sterft binnen hetzelfde jaar af. De maximale levensduur is niet alleen afhankelijk van de omgeving, maar ook van de plantsoort. Bij N. rafflesiana wordt een vangbeker hoogstens een paar weken oud; bij N. bicalcarata is dit gewoonlijk meerdere maanden.
Afhankelijk van de soort wordt de vangbeker enkele centimeters tot een halve meter hoog. De inhoud varieert van een paar milliliter tot ruim twee liter bij de grootste exemplaren op Borneo. De meeste bekervallen zijn bol-, peer-, trechter- of cilindervormig. De kleur en vorm van de beker kunnen sterk variëren, ook binnen dezelfde soort. Met name de bekers van de meer wijdverspreide soorten kennen een grote fenotypische plasticiteit, wat wil zeggen dat hun uiterlijk is aangepast aan de omgevingsfactoren. Deze verscheidenheid kan de determinatie bemoeilijken, temeer daar het geslacht Nepenthes een groot aantal hybriden en variëteiten telt.

#### Operculum
Het operculum is een dekselvormige schijf boven de bekeringang. Aan de basis bevindt zich een spoor en sommige soorten hebben een tweede uitsteeksel aan de voorzijde. Het operculum functioneert bij de meeste soorten als een paraplu, zodat neerslag de beker niet doet overstromen en er geen kostbare bekervloeistof verloren gaat. Aan de onderzijde van het operculum bevindt zich de grootste concentratie nectarklieren van de plant. Hiermee lokt ze potentiële prooidieren richting de bekeringang. Ook reflecteert het operculum ultraviolet en zichtbaar licht in specifieke patronen die door insecten herkend worden als ze op de nectargeur afkomen en dan ter oriëntatie gebruikt worden.

#### Peristoom
De omgekrulde rand van de bekeringang, het peristoom genaamd, speelt een belangrijke rol bij het vangen van prooidieren. In een vochtige atmosfeer zorgt de oppervlaktestructuur ervoor dat het permanent is bedekt met een dunne laag water. Insecten en andere dieren vinden hier geen houvast en glijden zo in de bekerval. Het uiterlijk van het peristoom verschilt per soort. Bij veel soorten is het opvallend gekleurd en bedekt met dikke ribbels die tot in de beker lopen. Daar vormen zij spitse tanden, met daartussen afzonderlijke nectarklieren. Het peristoom is opvallend breed bij soorten als N. ovata, terwijl het bij andere soorten zo smal is dat het moeilijk te onderscheiden is. Bij N. aristolochioides is het peristoom geheel verborgen in de binnenzijde van de vangbeker. Alleen bij de vangbekers van N. inermis ontbreekt het peristoom geheel.

#### Binnenzijde
De binnenzijde van de beker is verdeeld in twee zones. Net onder het peristoom begint de glibberige zone. Die beslaat doorgaans een derde van de totale binnenmaatse hoogte. Het oppervlak van deze zone bestaat uit veelhoekige en sikkelvormige kliercellen, de laatste met de holle kant naar beneden. De cellen scheiden een wasachtige substantie uit, waardoor prooidieren geen grip vinden. Een laag vochtpercentage vermindert de werking van het peristoom, maar heeft minder invloed op de kliercellen in de bekerwand. Planten in droge gebieden hebben meestal een smal peristoom en compenseren dit met een beter ontwikkelde waslaag.
Onder de glibberige zone bevindt zich de verteringszone. Hier is de binnenzijde bedekt met een groot aantal klieren, die geheel of gedeeltelijk onder het opperweefsel groeien. Deze klieren produceren de vloeistof van de vangbeker, bedoeld om prooidieren te verdrinken en te verteren. De vloeistof is waterig of stroperig, afhankelijk van de hoeveelheid visco-elastische biopolymeren die het bevat. Deze stoffen bemoeilijken het ontsnappen uit de beker, zelfs wanneer het sterk is verdund met regenwater. De klieren in de verteringszone scheiden enzymen af voor de vertering van de prooi en nemen de opgeloste voedingsstoffen op.

#### Onder- en bovenbekers
De meeste Nepenthes-soorten hebben twee typen vangbekers wanneer ze volgroeid zijn, namelijk onderbekers en bovenbekers. Deze kunnen uiterlijk sterk verschillen. Bij N. rafflesiana en sommige andere soorten trekken de verschillende vangbekers aan dezelfde plant andere soorten prooi aan.
De onderbekers zijn gewoonlijk groter en ronder en steunen meestal met de onderzijde op de grond. Zij groeien met de bekeropening naar binnen toe en dragen aan de voorzijde twee vleugels over de gehele lengte van de voorkant. Bij veel soorten groeien deze na verloop van tijd uit tot opvallende borstelige kammen.
De bovenbekers zijn gewoonlijk kleiner, slanker en anders gekleurd dan de onderbekers. Ze hangen boven de grond en zijn daarom vooral te vinden op wat oudere planten die voldoende in de hoogte zijn gegroeid. De bekers groeien met de bekeropening naar buiten en hebben vaak een enkele lus in hun rank. Hiermee kunnen ze zich rond een steunpunt slingeren en zo de trekkracht op de centrale stengel verminderen. In plaats van vleugels hebben ze meestal onopvallende ribbels. In tegenstelling tot de onderbekers zijn bovenbekers meestal cilindrisch of lopen ze naar boven toe breder uit.
Enkele soorten, waaronder N. jamban en N. ovata, dragen soms nog een derde type vangbeker, de zogenaamde middenbeker. Dit is een tussenvorm van de onder- en bovenbeker.

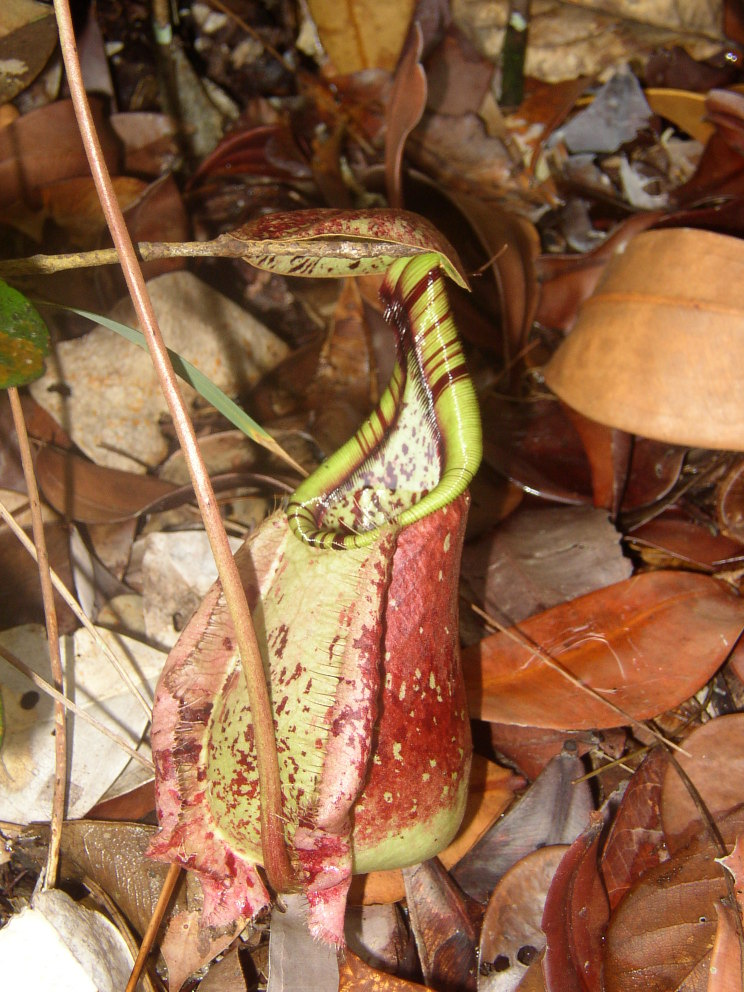
Nepenthes rafflesiana; onderbeker
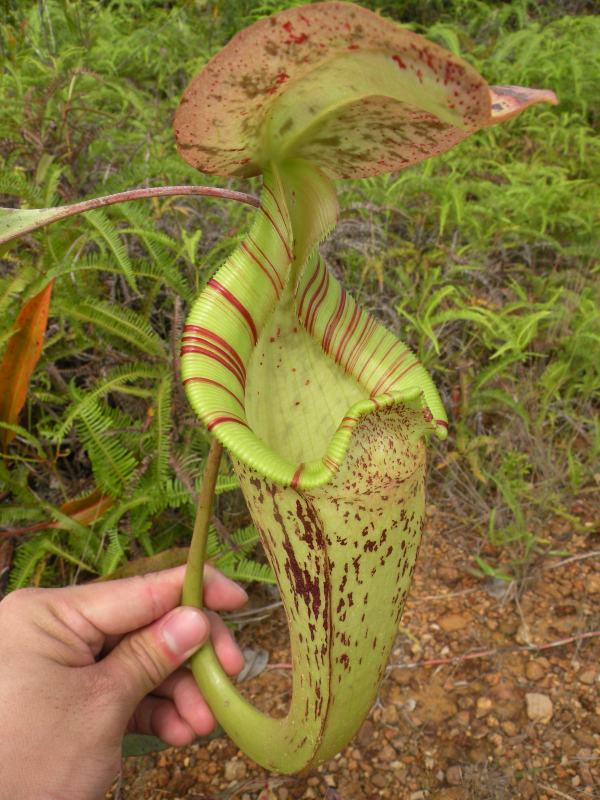
Nepenthes rafflesiana; bovenbeker
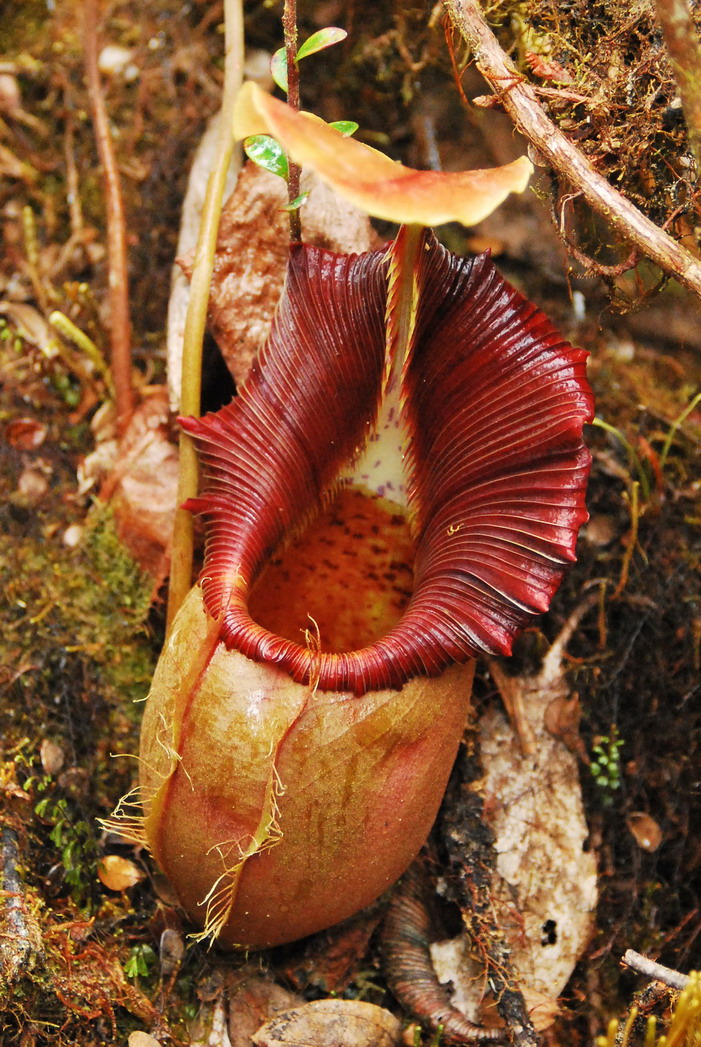
Nepenthes ovata; onderbeker
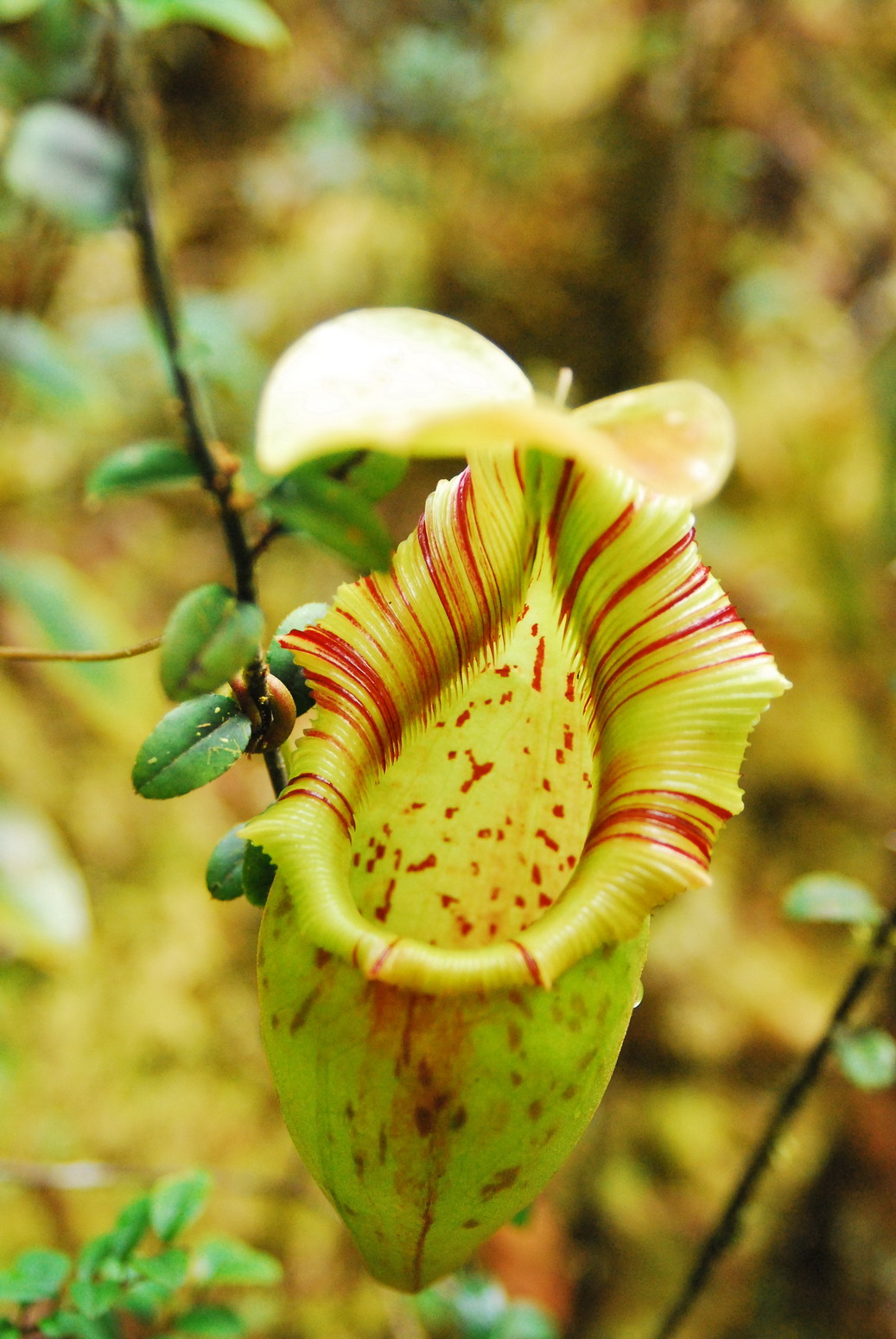
Nepenthes ovata; middenbeker
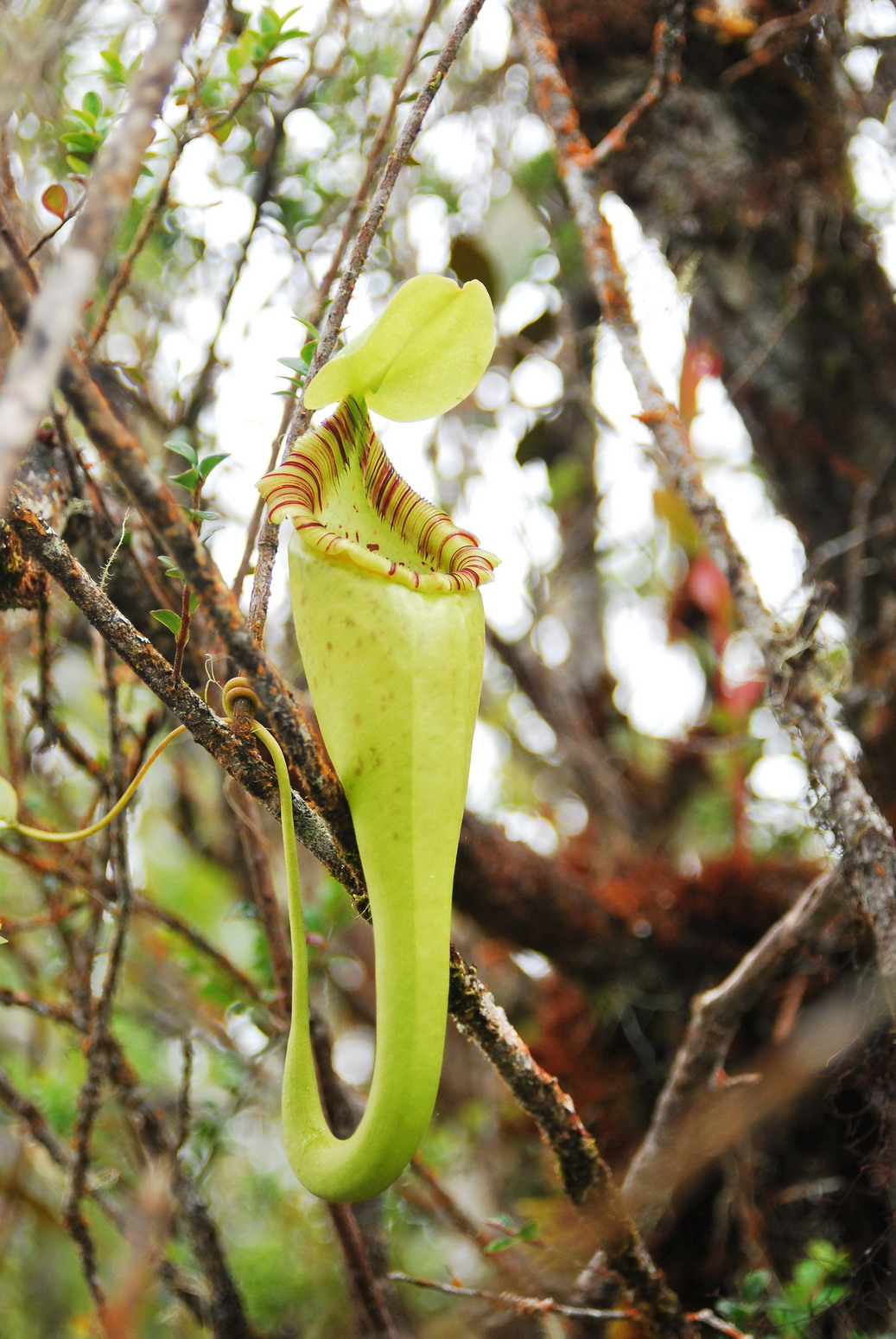
Nepenthes ovata; bovenbeker

### Bloeiwijze

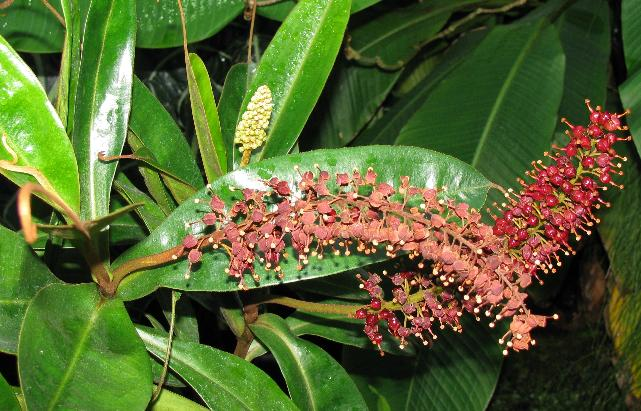
Mannelijke bloemen Nepenthes rafflesiana

Nepenthes-soorten zijn altijd tweehuizig, wat wil zeggen dat de mannelijke en vrouwelijke bloeiwijzen zich op aparte planten bevinden. Meestal groeien de bloemen in een trosvormige thyrsus, maar soms in een pluim. De afzonderlijke bloemen zijn klein en onopvallend. Ze zijn maximaal drie millimeter in doorsnee en hebben een groene, rode of bronskleurige glans. De kelkbladeren van beide geslachten zijn bedekt met kleine klieren die een zoete nectar produceren. Mannelijke bloemen produceren bovendien een onwelriekende geur, die varieert van muf tot schimmelig.
De plant wordt bestoven door insecten die worden aangetrokken door de geur die de bloemen verspreiden. Dit zijn met name tweevleugeligen (onder andere bromvliegen, knutten en steekmuggen), wespen, vlinders en nachtvlinders. De bloemen kennen geen specifieke bloeitijd. Hierdoor gebeurt het vaak dat mannelijke en vrouwelijke bloemen van dezelfde soort niet tegelijk in elkaars nabijheid bloeien. Doordat alle Nepenthes-soorten, voor zover bekend, hetzelfde chromosomenaantal (2n=80) hebben, worden vaak wel andere soorten bevrucht. Het geslacht kent daardoor een groot aantal natuurlijke hybriden, met name in de gebieden met de grootste biodiversiteit.
De zaden worden gewoonlijk gevormd in een langwerpige doosvrucht of kapsel, bestaande uit vier, soms drie kleppen. Deze springen na rijping open en laten de zaden los (dehiscentie). Een doosvrucht bevat 100 tot 500 zaden, die door de wind worden verspreid. De zaden lijken sterk op die van zonnedauw (Drosera). Het zaadlichaam is bij de meeste soorten draadvormig en 3 tot 25 millimeter lang. Het bestaat uit het embryo en het kiemwit, en is omgeven door de restanten van de nucellus. Aan de twee uiteinden zitten dunne vleugels. De zaden ontkiemen normaliter na vier tot zes weken.

## Verspreiding

Verspreidingsgebied

Nepenthes komt met name voor in en rond Zuidoost-Azië. De grootste biodiversiteit vindt men op Borneo, Sumatra en de zuidelijke eilanden van de Filipijnen. De noordelijke eilanden van de Filipijnen, Celebes, de oostelijke Soenda-eilanden en Nieuw-Guinea zijn minder rijk aan Nepenthes-soorten.
Enkele soorten komen voor in Australië en op kleine eilanden in Oceanië. De meest oostelijke Nepenthes-soort is N. vieillardii in Nieuw-Caledonië.
In het westen loopt het verspreidingsgebied bijna tot aan het vasteland van Afrika. Het gebied is hier sterk versnipperd en heeft met vijf bekende soorten een lage biodiversiteit. Op Sri Lanka komt N. distillatoria voor en in India N. khasiana. Langs de oostelijke kust van Afrika komen op Madagaskar N. madagascariensis en N. masoalensis voor en op de Seychellen N. pervillei.
De meeste Nepenthes-soorten zijn endemisch en komen in een zeer klein gebied voor. Zo zijn er veel soorten die alleen op de hellingen van één berg groeien. Doordat ze een kleine habitat hebben, worden veel soorten pas na lange tijd herontdekt. De Filipijnse N. deaniana werd bijvoorbeeld pas een eeuw na de eerste ontdekking opnieuw op Thumb Peak aangetroffen. Er zijn ongeveer tien soorten met een verspreidingsgebied dat groter is dan een berg, eiland of eilandengroep. N. mirabilis is het wijdst verspreid; van het zuiden van China via de Indische Archipel tot in Australië.

### Verspreidingsgeschiedenis

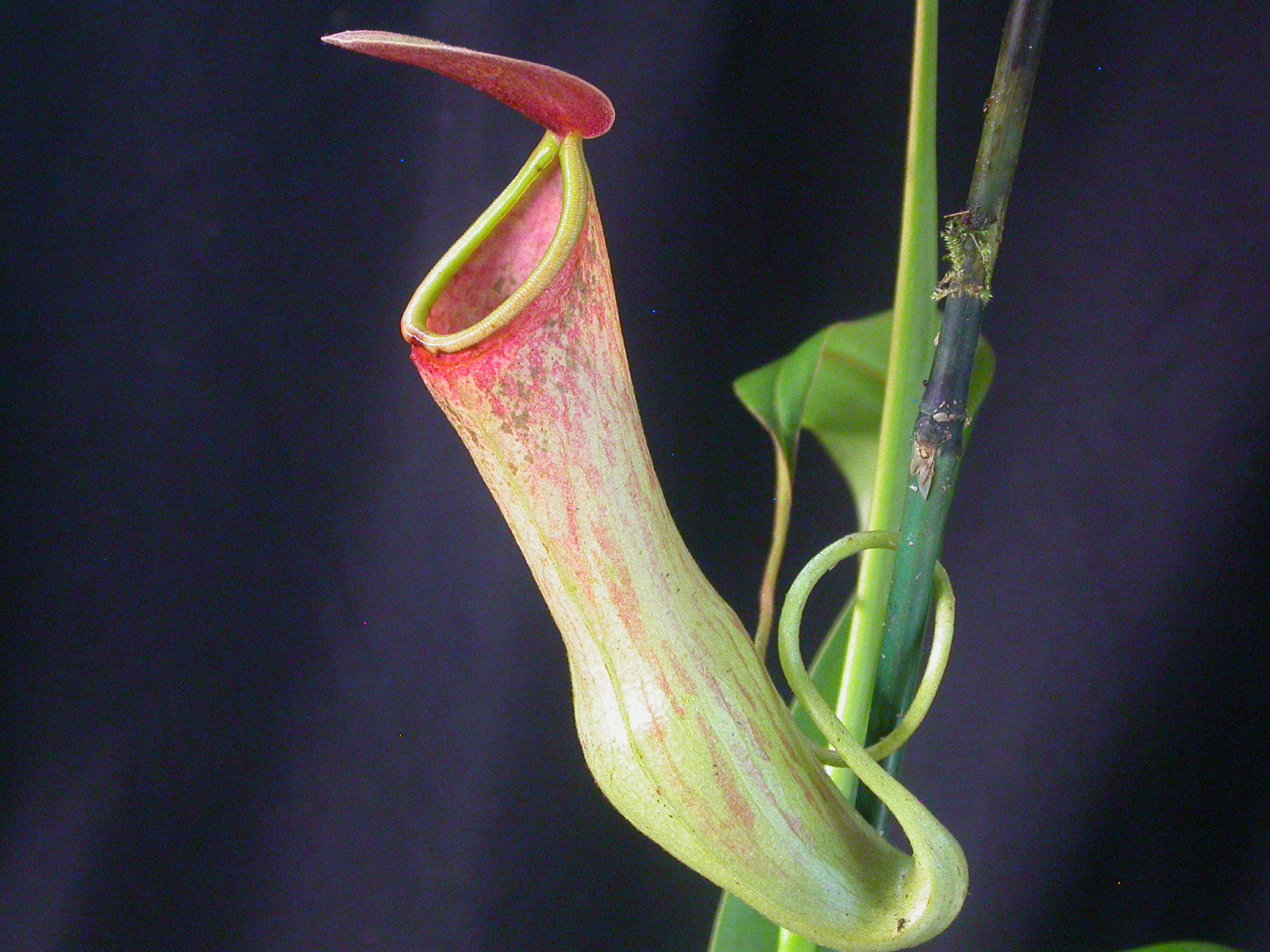
Nepenthes khasiana, een zeldzame bekerplant (Noordoost-India)

De verspreiding van Nepenthes over de Oude Wereld is een extreem voorbeeld van een disjunct verspreidingsgebied. Er bestaat geen eenduidige verklaring voor de grote afstand die bestaat tussen de vijf westelijke soorten (N. distillatoria op Sri Lanka, N. khasiana in India, N. pervillei op de Seychellen en N. madagascariensis en N. masoalensis op Madagaskar) en de overige soorten. De westelijke soorten hebben enkele unieke eigenschappen. Zij worden daarom door veel botanici in de meest basale clade binnen het geslacht geplaatst.
Mogelijk groeide Nepenthes ooit uitsluitend in het westen van het supercontinent Gondwana en verspreidde het zich later vanuit het huidige Afrika via de Seychellen naar Azië. Volgens een andere theorie brachten zeevogels de zaden vanuit Zuidoost-Azië naar de westelijke gebieden.

### Habitat
Alle Nepenthes-soorten groeien gewoonlijk op oligotrofe (voedselarme) grond. Afhankelijk van de hoogte van hun habitat worden de planten in twee categorieën verdeeld. De soorten die in het laagland groeien hebben een warm klimaat nodig met weinig temperatuurschommelingen. Zij groeien meestal als lage struiken. Hiertoe behoren de vijf meest westelijke soorten, die voornamelijk in open moerassen zijn te vinden. De meeste Nepenthes-soorten groeien daarentegen als klimplant in bergachtige gebieden, met name in hellingbossen. Hier is het overdag warm, maar koelt het 's nachts aanzienlijk af. De scheidslijn tussen deze categorieën ligt op 1200 meter boven zeeniveau. Veel soorten gedijen op een hoogte met slechts een kleine marge en worden daarom zelden tot nooit buiten hun 'sky island' aangetroffen. De hoogst groeiende soort is waarschijnlijk N. lamii. Deze taaie plant uit Nieuw-Guinea is aangetroffen tot op een hoogte van 3520 meter.
Nepenthes-planten groeien meestal in omgevingen met een hoge luchtvochtigheid en veel neerslag en zonlicht. N. ampullaria en enkele andere soorten leven vooral in dichte, schaduwrijke bossen, maar de meeste soorten groeien aan bosranden en in open stukken. N. mirabilis is ook aangetroffen op kaalslagen en wegbermen, terwijl andere soorten zich hebben aangepast aan een savanneachtige omgeving.
Een Nepenthes-plant groeit meestal op zure grond, zoals turf, wit zand, zandsteen of vulkanische grond. Vaak bevatten deze grondsoorten weinig voedingsstoffen. Die zijn dan ook niet noodzakelijk omdat de plant genoeg heeft aan gevangen prooidieren. Enkele soorten doen het vooral goed op een bodem die rijk is aan zware metalen, zoals N. rajah. N. albomarginata floreert ook op zandstranden, waar hij vaak bloot staat aan zeewater. Een klein aantal soorten heeft geen bodem nodig omdat ze als epifyt kunnen groeien. Dit geldt bijvoorbeeld voor N. veitchii uit Borneo en de Sumatraanse soorten N. ovata en N. inermis.

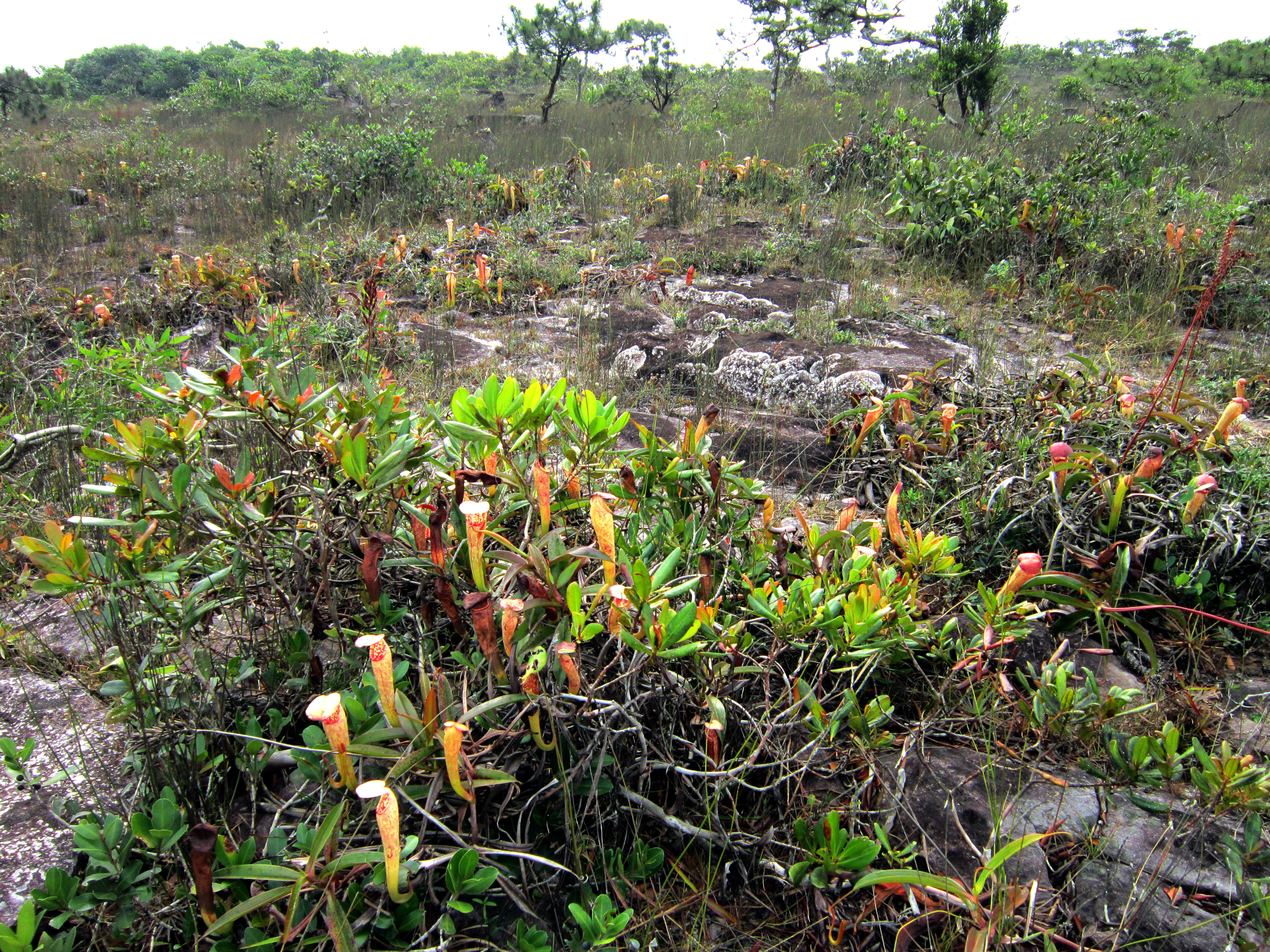
Nepenthes mirabilis op een rotsachtige ondergrond in Preah Monivong, Cambodja
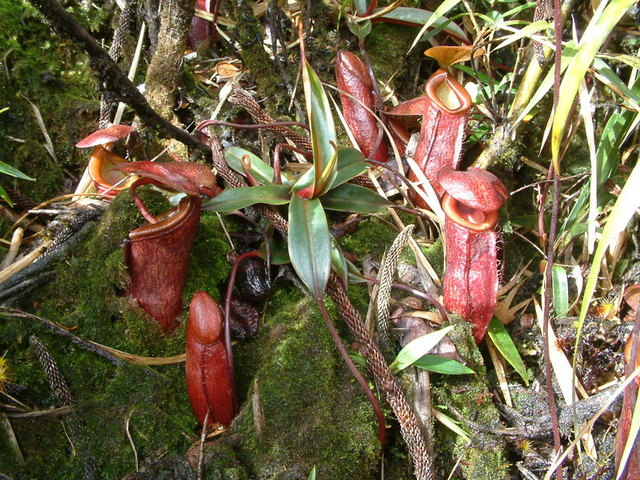
Nepenthes lamii uit Nieuw-Guinea, gefotografeerd op 2600 meter boven zeeniveau
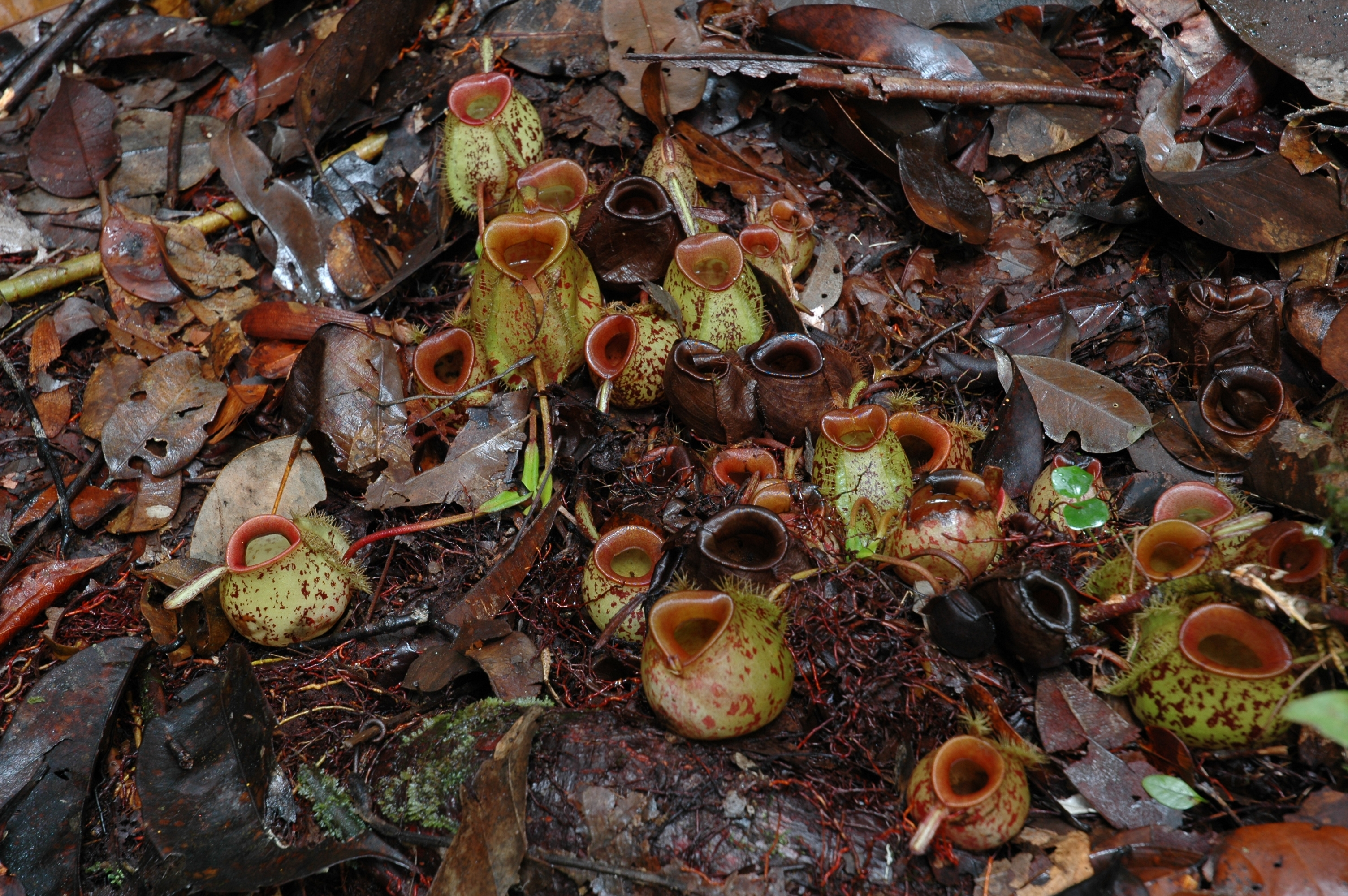
Nepenthes ampullaria, een van de weinige soorten die ook in dichte wouden groeien
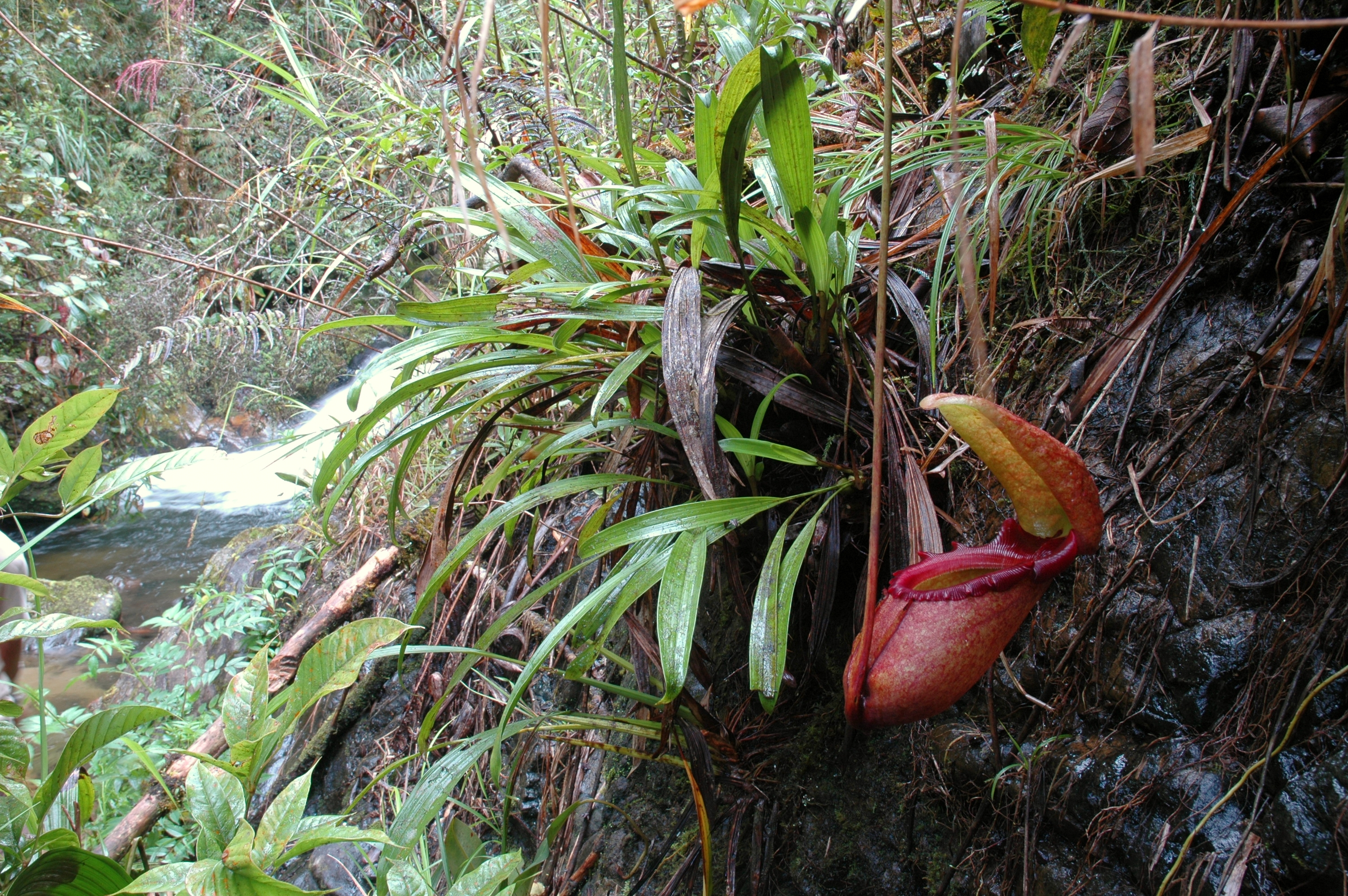
Nepenthes rajah op de helling van de Gunung Kinabalu op Borneo

### Beschermingsstatus
Veel Nepenthes-planten leven in afgelegen en voor de mens moeilijk toegankelijke gebieden. Desondanks worden veel soorten bedreigd door de vernietiging en versnippering van hun habitat. Ook ecotoerisme en verzamelaars van exotische planten vormen groeiende bedreigingen. Relatief weinig soorten zijn uitgestorven of in hun voortbestaan bedreigd, maar een groot aantal is kwetsbaar. Met name soorten met een klein verspreidingsgebied lopen risico. Dit geldt bijvoorbeeld voor N. macrophylla, die alleen op de Trusmadi op Borneo voorkomt. De beschermingsstatus van deze soort staat als 'kritiek' geklasseerd op de Rode Lijst van de IUCN.
Alle Nepenthes-soorten zijn opgenomen in de lijsten van CITES. N. rajah en N. khasiana zijn opgenomen in appendix 1, wat wil zeggen dat ze niet uit het wild gehaald mogen worden om te worden uitgevoerd of verhandeld. Alle overige soorten staan in appendix 2 en mogen alleen met een CITES-vergunning worden uitgevoerd.

## Ecologische relaties

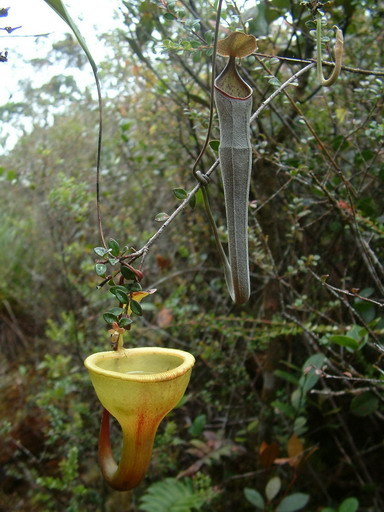
Nepenthes jamban (links) groeit sympatrisch met N. lingulata (rechts) in de hellingbossen van Sumatra.

De meest in het oog lopende relatie van een Nepenthes-plant en haar omgeving is die met haar prooi. De meeste planten groeien in een omgeving met een groot aanbod aan insecten, waardoor diverse soorten sympatrisch naast elkaar kunnen leven. Om te concurreren ontwikkelden sommige soorten specifieke lok- en vangtechnieken die hen van hun buren onderscheiden. Veel bekerplanten zijn een mutualistische relatie aangegaan met andere organismen.

### Voedsel
Geen groep van vleesetende planten voedt zich met zo'n verscheidenheid aan prooidieren als de Nepenthes-soorten. Al deze planten komen aan voedsel door passieve predatie. De meeste soorten hebben eigenschappen die hen in staat stellen om potentiële prooi te lokken, zoals aantrekkelijke kleuren en suikerrijke nectar die een zoete geur verspreidt. N. khasiana uit India gebruikt zelfs blauw fluorescerend licht om 's nachts insecten te lokken.
De prooidieren worden verteerd door enzymen die de plant zelf aanmaakt en door endofyte bacteriën en schimmels die in de bekervloeistof leven. Zo wordt de plant voorzien van stikstof en fosfor, onmisbare elementen voor de groei, die meestal zeer schaars zijn op de plekken waar ze groeit. De nectar trekt vooral mieren en gevleugelde insecten aan; zij vormen de belangrijkste bron van voedsel. Dieren op zoek naar beschutting of jagers die op de gevangen insecten afkomen zijn een welkome bijvangst. Dit zijn vooral geleedpotigen als kakkerlakken, spinnen, schorpioenen en duizendpoten. Soms worden ook slakken en kikkers gevangen. Van de grootste soorten, zoals N. attenboroughii, N. rafflesiana en N. rajah, is bekend dat ze af en toe kleine gewervelden vangen, zoals spitsmuizen, ratten en hagedissen. Gecultiveerde planten hebben zelfs kleine zangvogels gevangen.
De meeste Nepenthes-soorten zijn generalisten; hun vangbekers kunnen honderden insecten bevatten van tientallen verschillende soorten. Op eilanden met een grote biodiversiteit van Nepenthes-soorten leven veel planten echter sympatrisch naast elkaar. Sommigen zijn daarom gespecialiseerd. Enkele Sumatraanse soorten als N. aristolochioides, N. inermis en N. jamban hebben vangbekers waarvan de binnenwanden bedekt zijn met een zeer slijmerige verteringsvloeistof, zodat kleine insecten die in de beker vliegen als met vliegenpapier worden gevangen. N. ampullaria is gedeeltelijk detrivoor; zijn vangbekers en verteringssappen zijn aangepast aan het verzamelen en verteren van bladafval. N. albomarginata heeft zich gespecialiseerd op één type prooi. Hij produceert net als N. ampullaria vrijwel geen nectar en vangt bijna uitsluitend termieten. De plant dankt haar naam aan de band van witte haartjes die direct onder het peristoom van de beker groeien. Deze hebben een grote aantrekkingskracht op de termieten, die zich hiermee voeden. In sommige vangbekers van de plant zijn wel duizenden verdronken termieten gevonden.

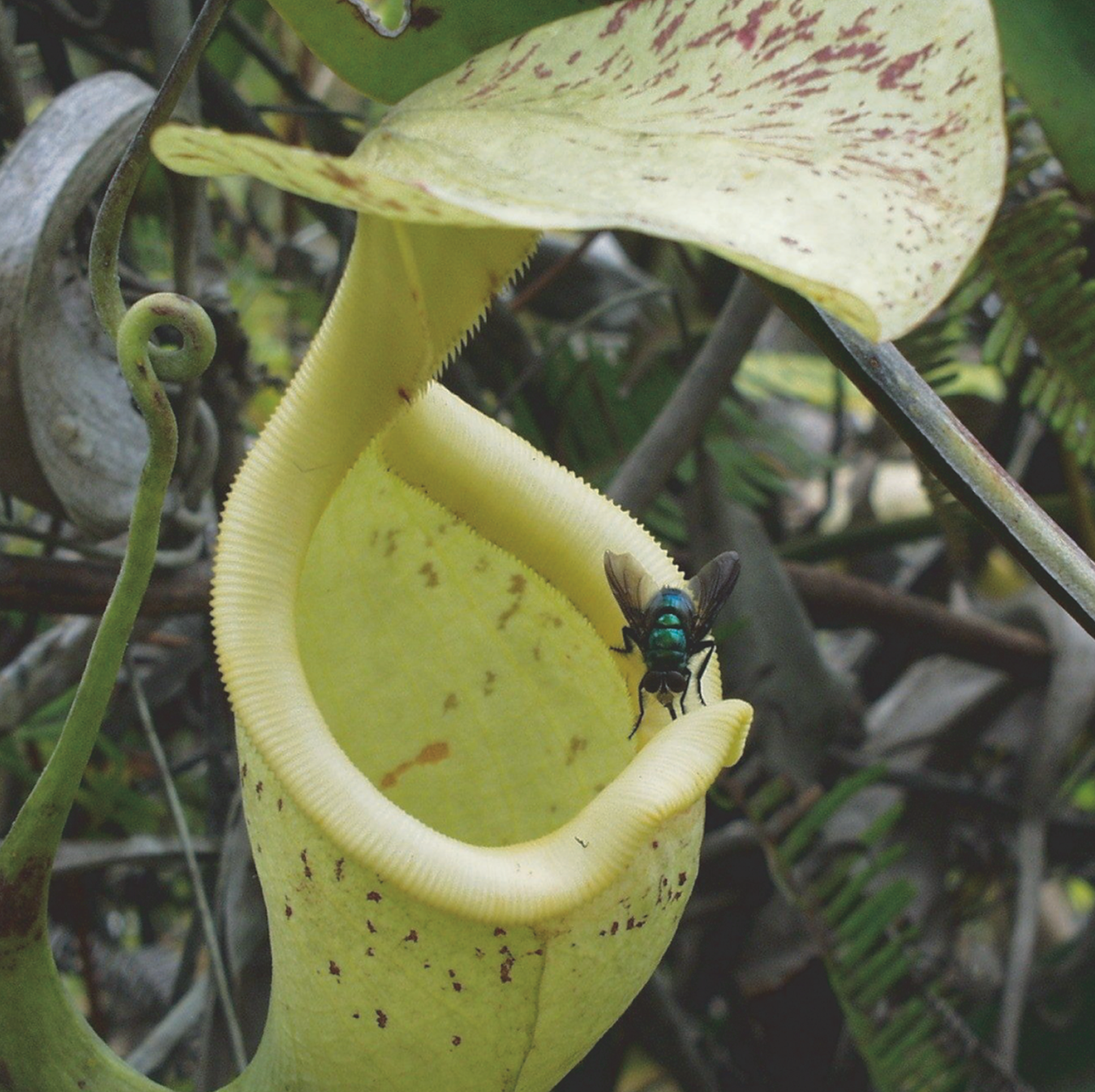
Een roodbaard-bromvlieg voedt zich met de nectar van Nepenthes rafflesiana.
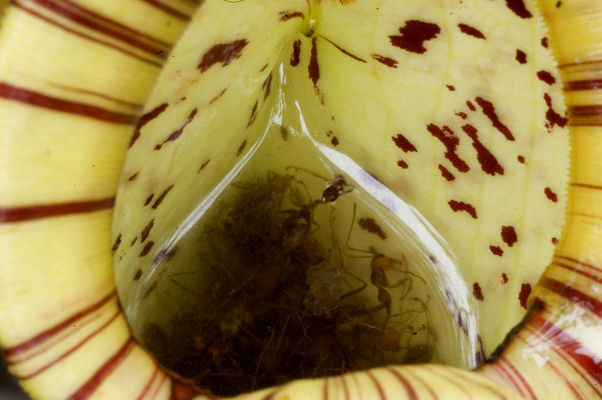
Verdronken mieren in een beker van Nepenthes rafflesiana
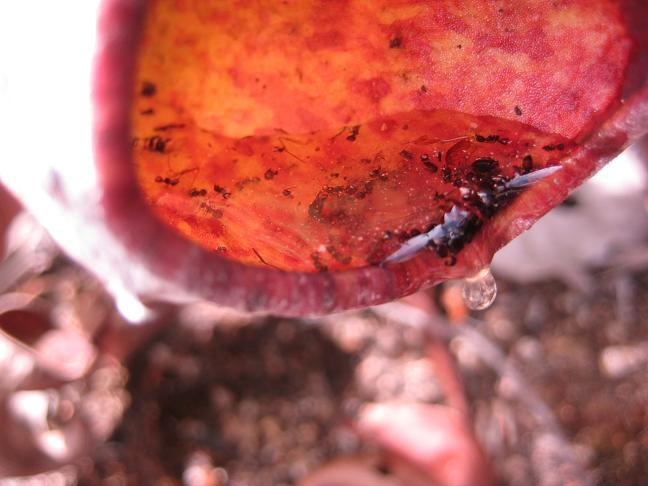
Nepenthes albomarginata voedt zich voornamelijk met termieten.
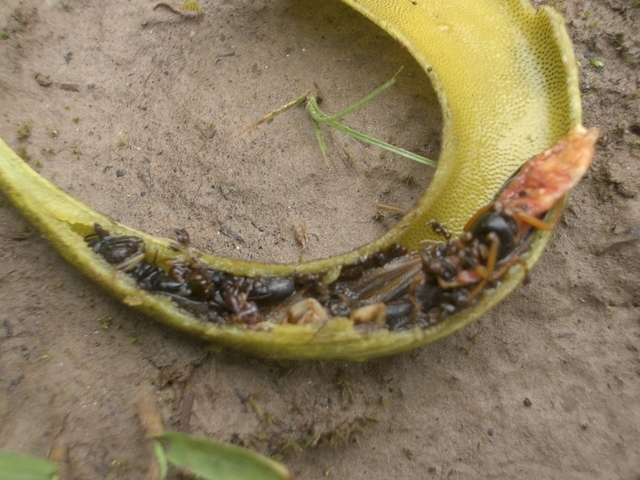
Doorsnede van een vangbeker van Nepenthes maxima met prooidieren

### Mutualisme

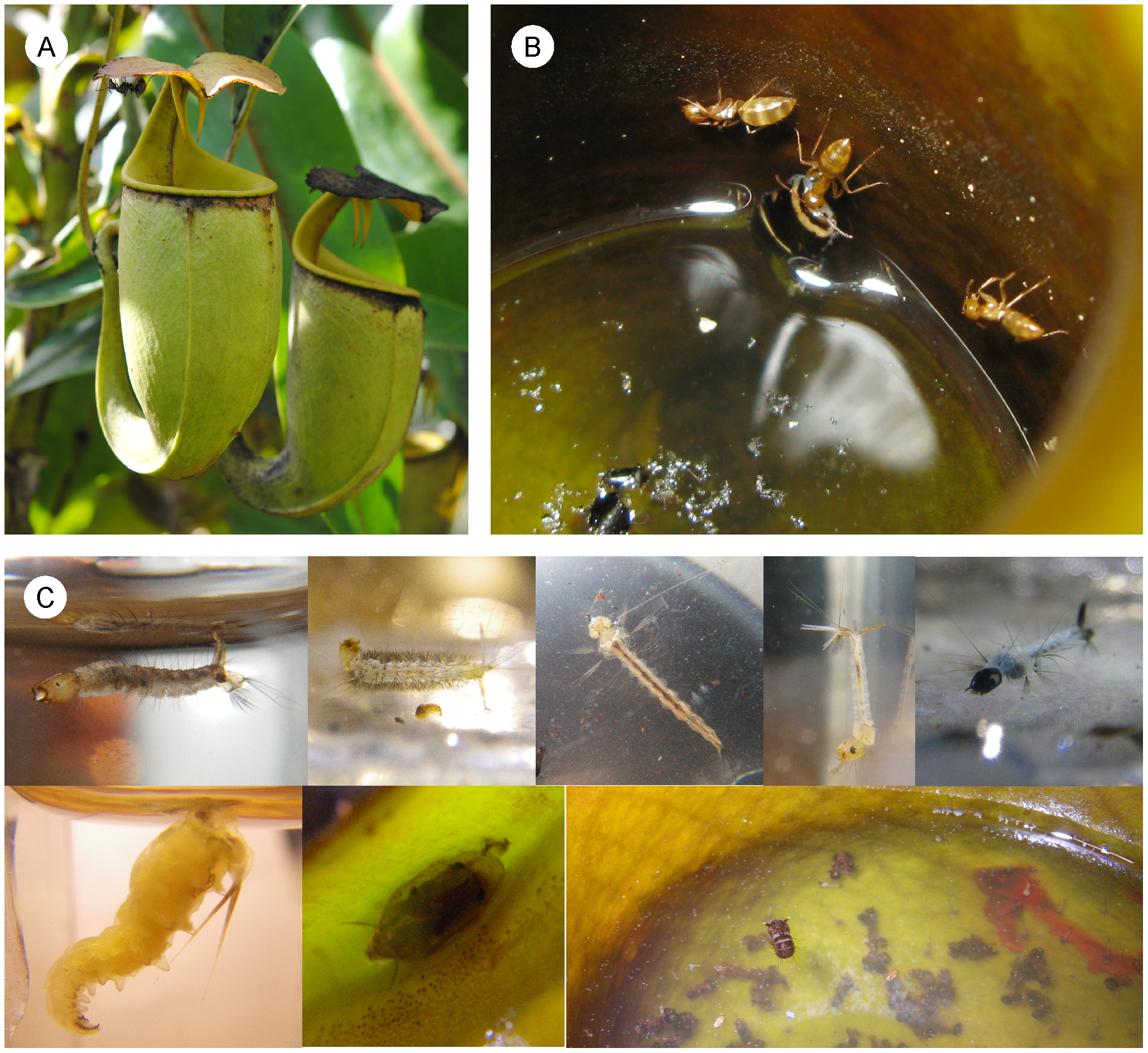
In de bekervallen van Nepenthes bicalcarata (A) jagen Colobopsis schmitzi-mieren (B) op de diverse insectenlarven (C).

Bepaalde Nepenthes-soorten kennen een myrmecotrofe relatie, wat wil zeggen dat ze in symbiose met mieren leven. Colobopsis schmitzi komt bijvoorbeeld alleen voor in de bekers en holle ranken van N. bicalcarata. Deze mieren kunnen zich vrij bewegen in de plant en jagen in de bekers op muggen en hun larven. De plant voedt zich op haar beurt met de ontlasting van de mieren. Bovendien houden de mieren de plant schoon. Ook verdedigen ze de plant tegen snuitkevers en andere planteneters.
Sommige Nepenthes-soorten voeden zich met de ontlasting van carnivore zoogdieren. Kerivoula hardwickii is een vleermuis die de vangbekers van N. rafflesiana var. elongata gebruikt als roestplaats. Een soortgelijke mutualistische relatie bestaat ook tussen N. macrophylla, N. lowii en N. rajah en toepaja's (Tupaia). Wanneer deze kleine insecteneters zich met de nectar onder het operculum voeden, staan ze met hun poten op het peristoom. Zo kunnen de uitwerpselen vrij in de beker vallen.

### Infauna
In de zoölogie is Nepenthes-infauna een verzamelnaam voor organismen die ten minste een deel van hun leven in de vangbekers van Nepenthes-soorten leven. Zij worden hier voorzien van een onderkomen, voedsel of bescherming. Het is niet zeker in hoeverre de bekerplant voordeel heeft van haar gasten. De infauna voedt zich met de door de plant gevangen prooidieren en zet deze vaak om in makkelijk te verteren ontlasting. Bovendien bieden ze de plant enige bescherming tegen schadelijke bacteriën. Of de genoemde voordelen voor de plant altijd genoeg opwegen tegen de nadelen is niet met zekerheid te zeggen.
De Nepenthes-infauna bestaat uit drie categorieën: nepenthebionten, nepenthofielen en nepenthexenen. Vaak maken deze symbionten gezamenlijk deel uit van een compleet klein ecosysteem in de beker, vergelijkbaar met dat van een phytotelma.

#### Nepenthebionten
Nepenthebionten zijn organismen die gespecialiseerd zijn in een leven in een vangbeker en gedurende ten minste één stadium van hun leven hiervan afhankelijk zijn. Deze dieren ondervinden geen hinder van de verteringssappen. In veel gevallen richten nepenthebionten zich op één Nepenthes-soort en komen ze nergens anders voor. Hiertoe behoren de larven van diverse soorten steekmuggen, de talrijkste vertegenwoordigers van de Nepenthes-infauna, en vliegen- en knuttenlarven. Deze larven voeden zich met andere nepenthebionten, waaronder algen, bacteriën, kreeftachtigen en andere micro-organismen die onderaan staan in de infaunale voedselketen. Ook diverse kikkers gebruiken Nepenthes-vangbekers als kweekvijver voor hun nakomelingen, zoals Microhyla borneensis op Borneo en Kalophrynus pleurostigma, een algemene kikker in Zuidoost-Azië.

#### Nepenthofielen

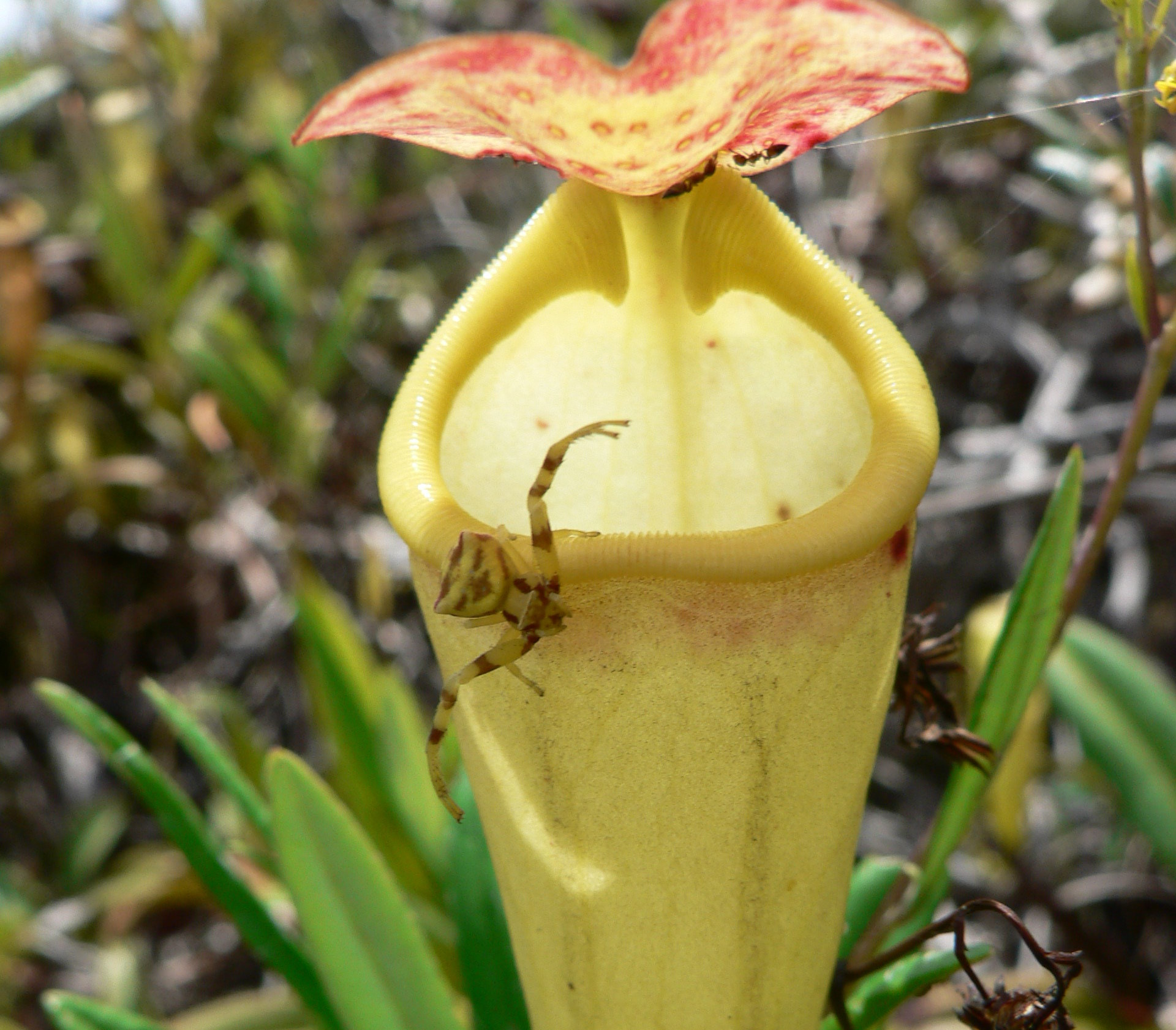
Een jagende krabspin op een vangbeker van Nepenthes madagascariensis

Nepenthofielen zijn organismen die vaak in de vangbekers worden aangetroffen, maar hier niet volledig afhankelijk van zijn. Geosesarma malayanum, een krabbensoort, voedt zich in de beker met verdronken dieren. Veel spinnen gebruiken de binnenwanden als hun jachtgebied en hebben geen moeite met het wasachtige oppervlak. De krabspinnen Misumenops nepenthicola en Synema obscuripes komen vrijwel alleen op deze manier aan hun voedsel.

#### Nepenthexenen
Nepenthexenen worden slechts af en toe in de vangbekers aangetroffen. Zij komen hier alleen wanneer de omstandigheden voor hen gunstig zijn. Wanneer de beker bijvoorbeeld vol zit met rottende prooidieren, verschijnen er vliegen om hier hun eitjes te leggen. Hierdoor worden diverse opportunistische predatoren aangetrokken, zoals kikkers en gekko's.

### Antistoffen
De bekervloeistof van een Nepenthes is steriel wanneer de beker nog niet is geopend. Omdat het operculum nog is gesloten, bestaat er weinig kans op besmetting. Tijdens de ontwikkeling worden ten minste 29 proteïnen aangemaakt, waaronder proteasen, chitinasen en thaumatine-achtige proteïnen. Deze stoffen dienen niet alleen voor het verteren van voedsel, maar fungeren ook als bactericiden en fungiciden.
Als de beker zich opent, staat de vloeistof bloot aan regenwater, pathogene insecten, bacteriën en schimmelsporen. Bij de meeste Nepenthes-soorten is het operculum groot genoeg om het meeste regenwater buiten te houden. Wanneer schadelijke bacteriën en schimmels in de vloeistof komen, maakt de plant metabolieten aan. Samen met de aanwezige proteïnen doden de metabolieten deze micro-organismen of belemmeren ze hen in de groei en voortplanting.

## Botanische geschiedenis

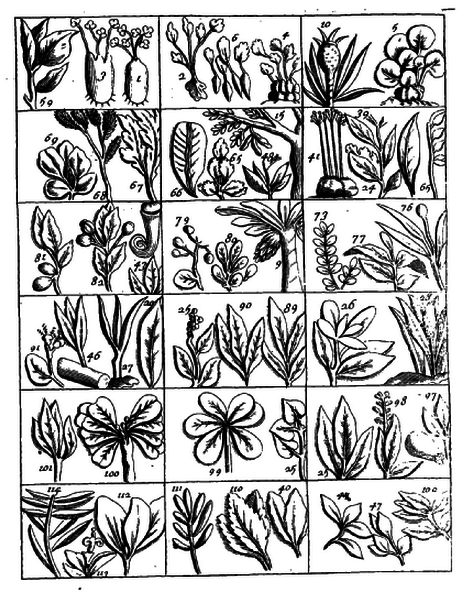
Malagassische plantensoorten in Flacourts Histoire de la Grande Isle de Madagascar (1658). Anramitaco (no. 43) staat afgebeeld op het linkerplaatje van de derde rij.

Étienne de Flacourt was van 1648 tot 1655 gouverneur in het zuiden van Madagaskar. In zijn vrije tijd bestudeerde hij de geografie, cultuur, flora en fauna van het eiland. Hij ontdekte tal van nieuwe soorten, waaronder ook een Nepenthes-plant. In 1658 publiceerde De Flacourt zijn bevindingen in zijn werk Histoire de la Grande Isle de Madagascar. Hij beschreef de bekerplant als volgt:

Anramitaco is een plant die twee el hoog wordt. Aan het einde van de bladeren, die een palmlengte groot zijn, draagt de plant een holle bloem of vrucht. Deze lijkt op een kleine vaas met een deksel, wat zeer bewonderenswaardig is om te zien. Ze zijn rood of geel; de gele zijn het grootst. De inwoners van dit land vermijden het om ze te plukken. Ze zeggen dat wanneer iemand ze onderweg plukt, het die dag zeker zal regenen. Toen we dat hoorden, begonnen ik en alle andere Fransen ze te plukken, maar de regen bleef uit. Na een regenbui staan deze bloemen vol met water; elk bevat voldoende voor minstens een halfvol glas.
— Étienne de Flacourt

De Flacourt noemde de bekerplant Anramitaco; de naam die de Malagassiërs gebruikten. Dit is de oudst bekende beschrijving van een Nepenthes-soort. Later, in 1797 werd de plant door Jean Poiret formeel beschreven als Nepenthes madagascariensis.

### Eerste ontdekkingen in Azië
In 1677 beschreef de Deense arts Thomas Bartholin een tweede soort: de endemische N. distillatoria uit Sri Lanka. Bartholin noemde de plant Miranda herba, Latijn voor 'wonderlijk kruid'. Drie jaar later introduceerde de Duitse koopman Jacob Breyne de lokale naam Bandura zingalensium voor dezelfde plant. De term Bandura bleef tot Linnaeus de gangbare term voor alle bekerplanten.

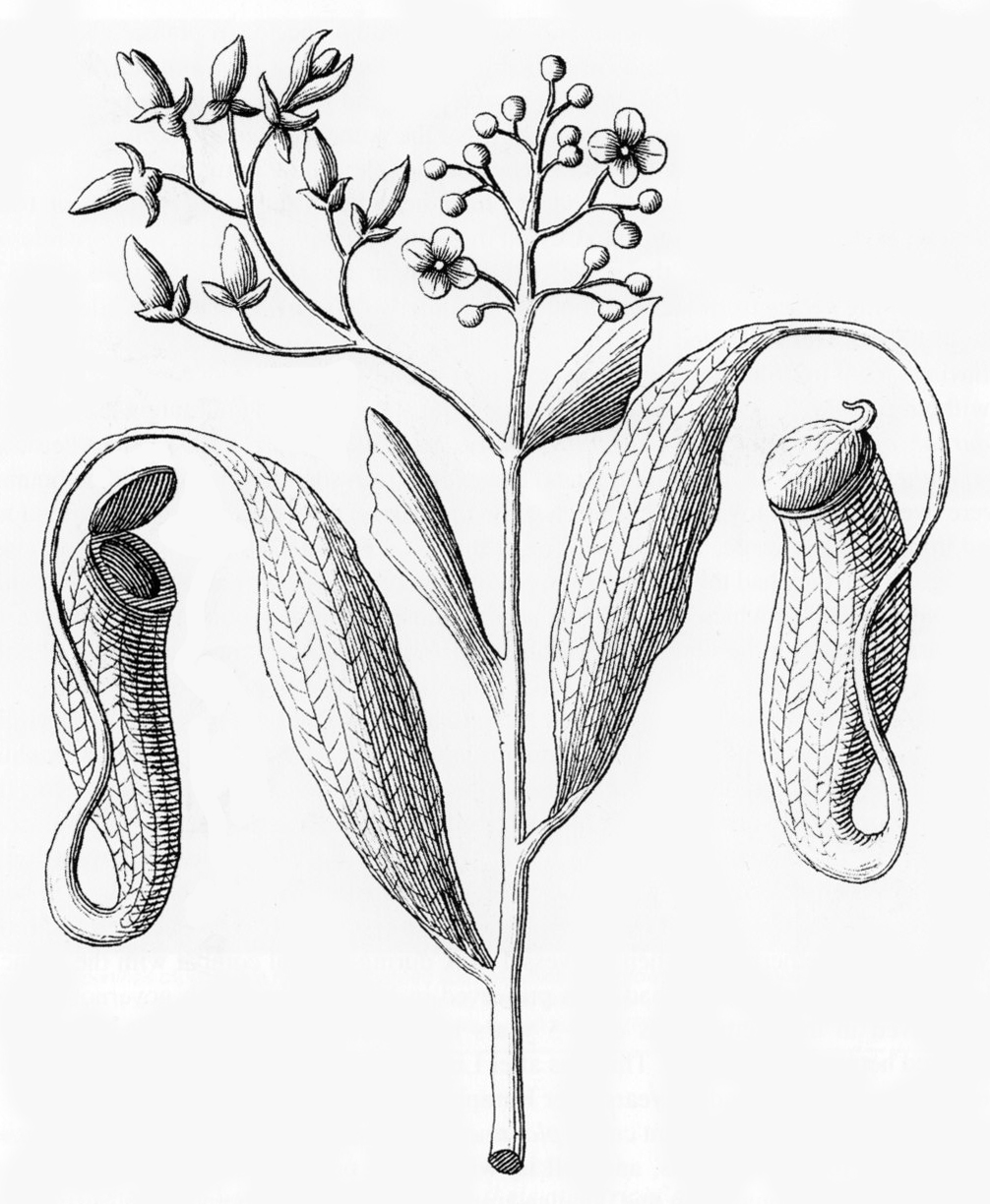
Eerste afbeelding van Nepenthes distillatoria in Almagestum Botanicum (1696)

In 1683 werd door de Zweedse natuuronderzoeker Herman Niklas Grim een eerste uitvoerige beschrijving van N. distillatoria gegeven. Hij kwam tot de ontdekking dat de plant haar vangbekers zelf met vloeistof vulde. Grim noemde de plant daarom Planta mirabilis destillatoria, oftewel 'wonderlijke destillerende plant'. Een van de eerste illustraties van deze plant verscheen in 1696 in Almagestum Botanicum, door Leonard Plukenet.
In de tweede helft van de 17e eeuw ontdekte de Duitse botanicus Georg Everhard Rumphius twee nieuw soorten in de Indische Archipel. Hier bestaat de grootste biodiversiteit aan bekerplanten, waardoor nu niet met zekerheid is te zeggen welke soorten het betrof. De eerste die Rumphius beschreef was mogelijk N. mirabilis. Hij noemde de bekerplant Cantharifera, Latijn voor 'bierpul-drager'. De tweede plant, die hij Cantharifera alba ('witte bierpul-drager') noemde, was waarschijnlijk N. maxima. Beide soorten beschreef Rumphius in zijn Herbarium Amboinense. Deze zesdelige catalogus van de flora van het eiland Ambon werd pas vanaf 1741 gepubliceerd, bijna veertig jaar na zijn dood.

### Verdere ontwikkelingen in de 18e eeuw
In 1737 introduceerde Carl Linnaeus de naam Nepenthes in zijn werk Hortus Cliffortianus. Deze naam publiceerde hij in 1753 ook in zijn Species plantarum. Hiermee werd Nepenthes de officiële botanische naam van het geslacht. Linnaeus gaf alleen een geldige beschrijving van N. distillatoria. Deze plant is daarom het typesoort van het geslacht.
De Portugese missionaris João de Loureiro publiceerde in 1790 een uitvoerige beschrijving van N. mirabilis in zijn werk Flora Cochinchinensis. Hij trof de plant naar eigen zeggen aan in Cochin-China (in het huidige Vietnam) en gaf haar de naam Phyllamphora mirabilis, oftewel 'wonderbaar urnvormig blad'. Loureiro beweerde dat het operculum een bewegend deel van de plantbeker is. Deze foutieve aanname werd in 1797 door Poiret herhaald in zijn beschrijving van N. distillatoria en N. madagascariensis, waarvan de laatste door hem in het geslacht Nepenthes werd geplaatst. Volgens Poiret sluit het deksel zich 's avonds, waarop de plant de beker 's nachts vult met helder water. Overdag is het deksel open en meer dan de helft van het vloeistof zou gedurende de dag verdwijnen.
In 1789 bracht Sir Joseph Banks een aantal Nepenthes-specimina naar Europa, waardoor de belangstelling voor de bekerplant toenam. Dankzij de cultivatie van Nepenthes-planten verkreeg men meer kennis en konden eerdere foutieve theorieën worden bijgesteld. Zo werd bijvoorbeeld ontdekt dat het operculum na opening niet meer beweegt en kreeg men inzicht in de werking van de verteringssappen.

### 19e eeuw

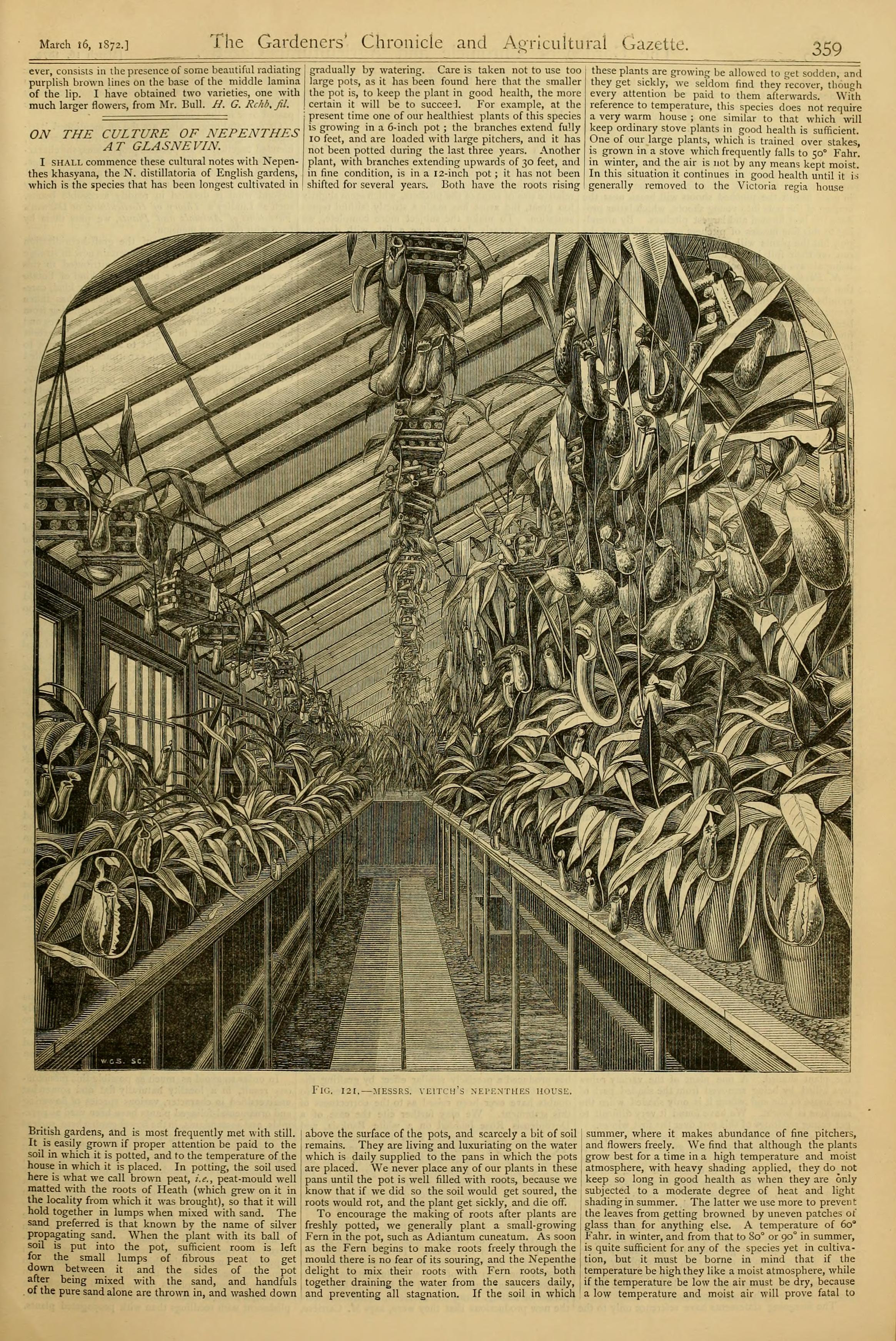
De Nepenthes-kas van de Veitch and Sons-kwekerijen in The Gardeners' Chronicle (16 maart 1872)

In de eerste helft van de 19e eeuw werden tien nieuwe soorten beschreven, waarvan drie door de Nederlandse botanicus Pieter Willem Korthals. Hij publiceerde zijn beschrijvingen in 1839 in Over het geslacht Nepenthes; de eerste monografie die in het teken van het geslacht stond.
In de tweede helft van de 19e eeuw nam de belangstelling voor Nepenthes hand over hand toe. De plant werd gehouden in veel grote kwekerijen en botanische kassen van Europa en de Verenigde Staten. Er werden bijna dertig nieuwe soorten beschreven en gekweekt. De Britse botanicus Joseph Dalton Hooker leverde een aanzienlijke bijdrage, met name met soorten uit Borneo. Hij publiceerde in 1873 zijn monografie Nepenthaceae, waarin 33 soorten werden erkend. Hiervan werden er zeven voor het eerst beschreven.
Hooker splitste het geslacht in twee ondergeslachten. N. pervillei plaatste hij op basis van de afwijkende morfologie van de zaden in het monotypische Anurosperma; de overige soorten rekende hij tot Eunepenthes. In 1895 verdeelde de Oostenrijkse botanicus Günther Beck von Mannagetta und Lerchenau Eunepenthes verder in de subgroepen Apruinosae, Pruinosae en Retiferae.

### 20e eeuw tot heden
De Schotse botanicus John Muirhead Macfarlane publiceerde in 1908 zijn monografie Nepenthaceae, waarin het hele geslacht Nepenthes grondig werd gereviseerd. Hij beschreef acht nieuwe soorten en bracht het totaal op 58. Na de Eerste Wereldoorlog werden veel specimina verzameld en bestudeerd. Dit leverde niet alleen beschrijvingen van nieuwe taxa op, maar leidde ook tot nieuwe inzichten in de fysiologie en taxonomie van Nepenthes. Zo bleek dat veel kruisingen als volle soorten waren beschreven. Macfarlanes' werk bleek al snel gedateerd.

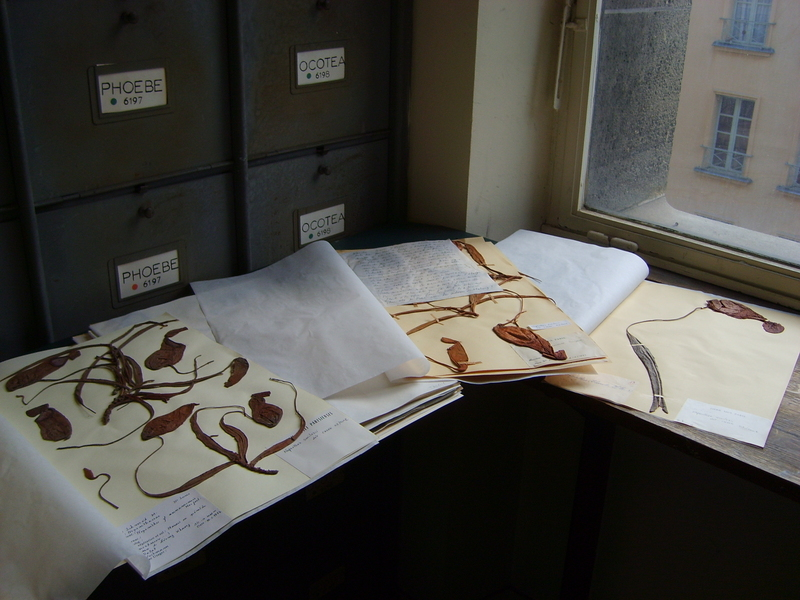
Verschillende Nepenthes-specimina in het herbarium van het Muséum national d'histoire naturelle

In 1928 publiceerde B.H. Danser The Nepenthaceae of the Netherlands Indies. Dit was een herziening van de soorten uit Nieuw-Guinea, het Maleisisch schiereiland en de Indische Archipel, met uitzondering van de Filipijnen. Danser onderscheidde 65 soorten, waarvan hij zeventien voor het eerst beschreef. Hij verdeelde deze in zes clades: Vulgatae, Montanae, Nobiles, Regiae, Insignes en Urceolatae. Deze classificatie vormde de basis voor veel later botanisch onderzoek.
Na Dansers onderzoek verslapte de belangstelling voor Nepenthes. Dat er weinig veldstudies naar Zuidoost-Azië werden ondernomen was onder andere te wijten aan de Grote Depressie. Noemenswaardig is het taxonomisch werk van de Duitser Hermann Harms in 1936. Hij vulde Hookers ondergeslachten Anurosperma en Eunepenthes aan met Mesonepenthes, waarin hij drie soorten plaatste. Ook introduceerde hij een zevende clade, de Distillatoriae, vernoemd naar N. distillatoria. Tijdens de Tweede Wereldoorlog luwde de belangstelling voor de bekerplant nog verder. Tussen 1940 en 1966 werd geen enkele nieuwe soort beschreven.
In de jaren 60 en 70 kwamen de bekerplanten opnieuw in de belangstelling, mede door het werk van de Japanse botanicus Shigeo Kurata. Met name zijn monografie Nepenthes of Mount Kinabalu uit 1976 zorgde voor deze opleving, al behandelde het werk alleen Nepenthes-soorten op en rond de Maleisische berg Kinabalu.

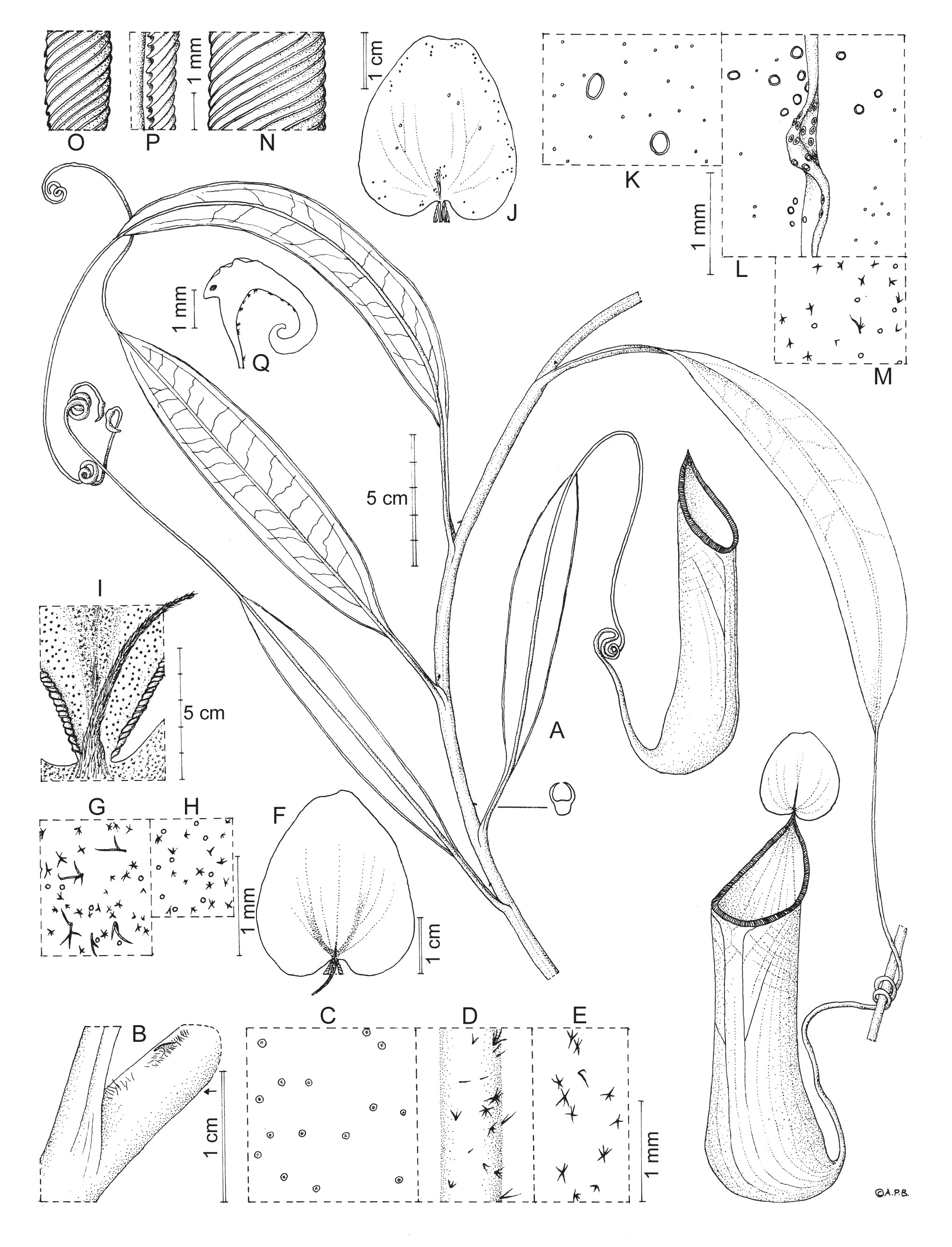
Botanische illustratie bij de formele beschrijving van Nepenthes leyte door Matthew Jebb en Martin Cheek (2013)

Matthew Jebb en Martin Cheek publiceerden in 1997 de monografie A skeletal revision of Nepenthes (Nepenthaceae), met de eerste herziening van het hele geslacht sinds het werk van Macfarlane in 1908. Zij baseerden hun revisie op gezamenlijk onderzoek sinds 1984, waarbij ze zowel herbariumspecimina bestudeerden als wilde exemplaren in Zuidoost-Azië en Madagaskar. De auteurs erkenden 82 soorten, waarvan ze zes voor het eerst beschreven. In 2001 publiceerden ze een aanvullende herziening in de monografie Nepenthaceae.
Sinds het begin van de 21e eeuw zijn er vrijwel elk jaar nieuwe soorten ontdekt. In 2017 telde het geslacht Nepenthes meer dan 160 bekende soorten. De soortstatus van circa 90 procent daarvan wordt algemeen erkend. De snelle toename in het aantal beschreven soorten heeft tot nieuwe inzichten geleid, maar er is weinig consensus over de juiste taxonomische indeling in subgroepen. De indeling van Danser wordt nog altijd gebruikt als raamwerk om de soorten te groeperen. Veel taxonomen vragen zich echter af wat de correcte benadering voor een precieze onderverdeling in subgroepen zou moeten zijn.

#### Plaatsing in bovenliggende taxa
De Amerikaanse botanicus Arthur Cronquist introduceerde in 1981 het Cronquist-systeem. Hierin werd de monotypische familie Nepenthaceae in de orde Nepenthales geplaatst, samen met de zonnedauwfamilie (Droseraceae) en Sarraceniaceae, een familie van bekerplanten uit de Nieuwe Wereld. In 2003 werd het APG II-systeem in gebruik genomen, een indeling gebaseerd op DNA-data in plaats van morfologische en biochemische kenmerken. De orde Nepenthales komt in dit systeem niet voor. Nepenthaceae wordt er samen met de zonnedauwfamilie in de orde Caryophyllales geplaatst en Sarraceniaceae in de orde Ericales. In het APG III-systeem van 2009 blijft deze indeling gehandhaafd.

## Relatie met de mens

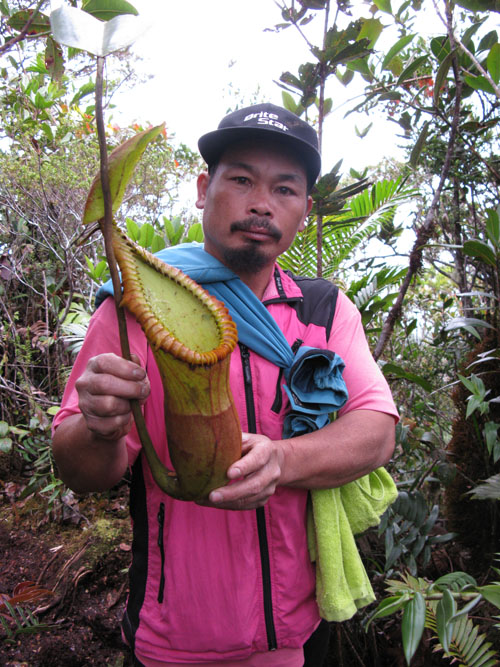
Nepenthes macrophylla is een ernstig bedreigde soort op Sabah.

De toenemende belangstelling voor Nepenthes heeft geresulteerd in een groeiende vraag naar deze exotische plant. Plantenverzamelaars in dienst van kwekerijen en lokale inwoners zijn een serieuze bedreiging voor enkele soorten geworden. De International Carnivorous Plant Society, een organisatie die zich bezighoudt met de bescherming van vleesetende planten, ziet duurzaam ecotoerisme als een mogelijke oplossing. Wanneer nieuwsgierige toeristen meer geld opleveren dan de opbrengst van verzamelde Nepenthes-planten, zal de lokale bevolking gemotiveerd worden om actief deel te nemen aan hun bescherming. In veel natuurgebieden in Zuidoost-Azië vormen bekerplanten sinds het begin van de 21e eeuw een publiekstrekker. Sommige onderzoekers zien Nepenthes-planten zelfs als een potentieel vlaggenschip voor het lokale ecotourisme, waaronder die in West-Kalimantan. Ecotoeristen zijn in sommige gebieden echter een nieuwe bedreiging voor de planten geworden. De vangbekers worden vaak als souvenir geplukt, waardoor de planten minder voedingsstoffen kunnen opnemen en in het ongunstigste geval sterven.

### Lokale toepassingen
Nepenthes heeft in diverse culturen een verscheidenheid aan toepassingen. In India en Zuidoost-Azië wordt de plant sinds lange tijd toegepast als medicijn. Korthals maakte in 1837 melding van het gebruik van de vloeistof uit jonge, ongeopende N. boschiana-bekers als middel tegen ontstoken ogen. Tegenwoordig worden diverse plantdelen gebruikt tegen lepra, cholera, malaria, nachtblindheid, hoge bloeddruk, bedplassen en diverse maag-en darmklachten, zoals buikpijn en dysenterie. De vloeistof van ongeopende vangbekers wordt ook gebruikt als dorstlesser. Diverse Zuidoost-Aziatische volkeren zien met rijst gevulde vangbekers bovendien als een handzame snack.
Van de stengel van verschillende soorten kan ruw touwwerk worden gemaakt. Onder meer wordt dit touw op Borneo gebruikt bij de bouw van traditionele langhuizen. Inwoners van het Indonesische eiland Belitung maken manden van de stengel van de N. ampullaria en op het Indonesische eiland Bangka wordt de stengel van deze soort in gepelde of gedroogde vorm gebruikt als alternatief voor rotan.

### Kweek

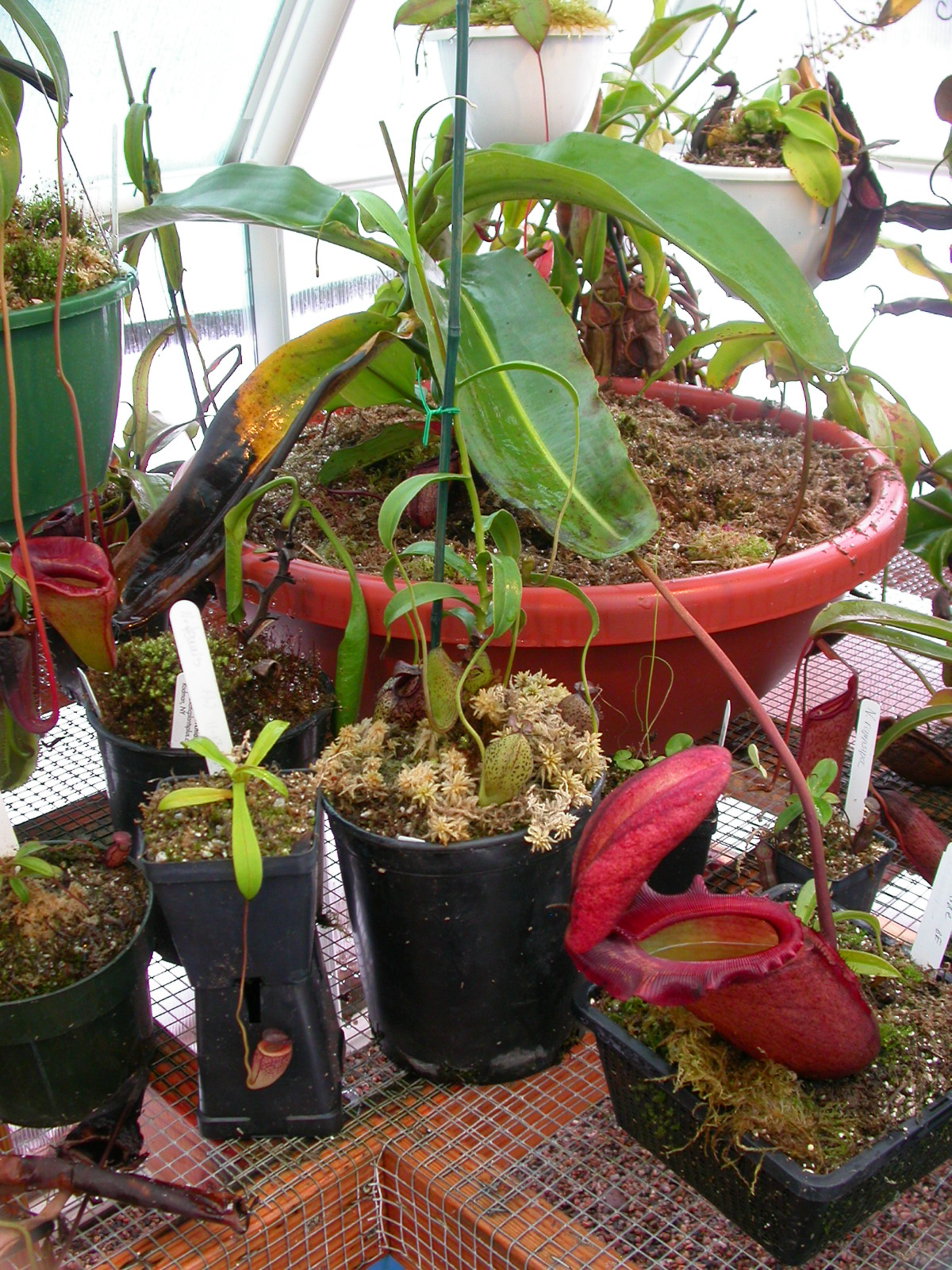
Enkele gecultiveerde bekerplanten, waaronder Nepenthes rajah in de grote pot en daarvoor N. aristolochioides

Nepenthes-planten kunnen in gematigde streken worden gekweekt in een kas. Ze kunnen worden opgekweekt uit zaden, stekken of weefselkweek, zodat het in principe niet noodzakelijk is om planten uit de natuur te verzamelen, wat overigens wel gebeurt. Enkele soorten worden als kamerplant gehouden. De bergsoorten zijn over het algemeen het eenvoudigst te kweken, omdat ze zowel hoge als lage temperaturen verdragen. Populaire bergsoorten voor de kweek zijn onder andere N. alata, N. ventricosa, N. khasiana en N. sanguinea. Ook onder de laaglandplanten zijn enkele soorten relatief eenvoudig te kweken. Voorbeelden zijn N. rafflesiana, N. bicalcarata, N. mirabilis en N. hirsuta.
Gecultiveerde planten dragen zelden bloemen. Het komt bovendien zelden voor dat mannelijke en vrouwelijke bloemen tegelijk bloeien. Daarom worden ze doorgaans handmatig bestoven, waarbij meestal met succes kruisbestuiving wordt toegepast. Bekende gekweekte hybriden en andere cultivars zijn:
- Nepenthes × coccinea ((N. rafflesiana × N. ampullaria) × N. mirabilis)
- Nepenthes × 'Bloody Mary' (N. ventricosa × N. ampullaria)
- Nepenthes 'D'mato' (N. lowii × N. ventricosa)
- Nepenthes × mixta (N. northiana × N. maxima)
- Nepenthes 'Syurga' (N. ventricosa × N. northiana)
- Nepenthes 'Menarik' (N. rafflesiana × N. veitchii)
- Nepenthes 'Emmarene' (N. khasiana × N. ventricosa)
- Nepenthes 'Judith Finn' (N. spathulata × N. veitchii)

### Biomimetica
De toegenomen kennis van de fysiologie van Nepenthes is onder andere nuttig gebleken voor de biomimetica. Diverse ideeën zijn geïnspireerd op de eigenschappen van planten. De technieken die Nepenthes gebruikt om insecten te vangen zijn bijvoorbeeld een mogelijk alternatief voor chemische bestrijdingsmiddelen.
In 2011 is een synthetische oppervlaktebehandeling ontwikkeld die de wasachtige binnenzijde van de vangbeker imiteert. Mogelijke toepassingen zijn het transport van vloeistoffen en zelfreinigende, vuilafstotende oppervlaktebehandelingen voor materialen in extreme omstandigheden.
Sommige antistoffen in de bekervloeistof van Nepenthes zijn effectief gebleken bij de mens. Een medicijn gebaseerd op de metabolieten van N. khasiana kan mogelijk ingezet worden bij de bestrijding van de schimmelziektes candidiasis en aspergillose.

### Kunstuitingen

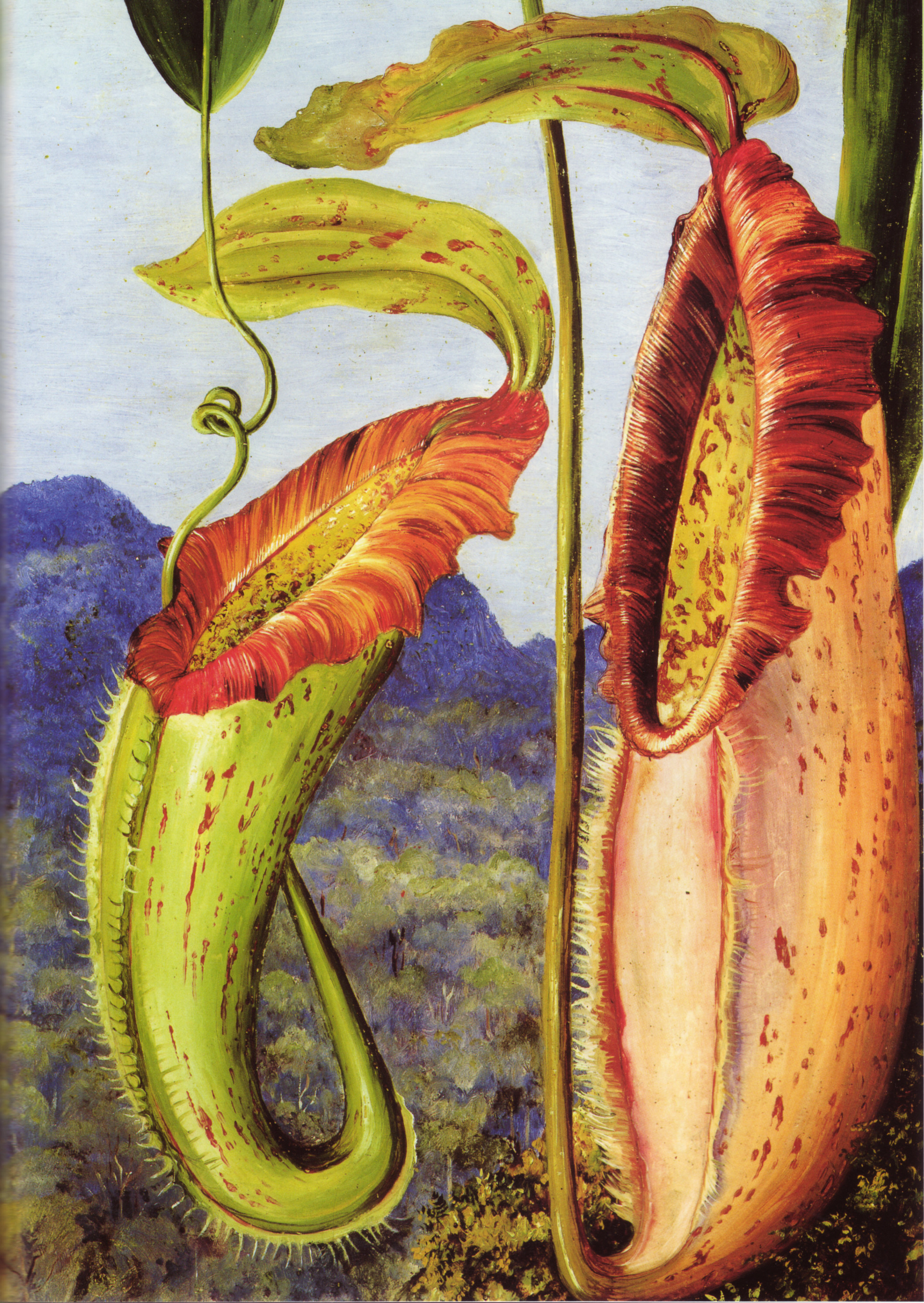
Het schilderij Pitcher Plant van Marianne North leidde tot de ontdekking van een nieuwe Nepenthes-soort.

Verschillende kunstenaars hebben zich laten inspireren door het exotische uiterlijk van de vangbekers. Een van hen was de Engelse biologe en kunstenares Marianne North, die vaak tropische planten koos als motief voor haar schilderijen. North ontving een aantal exemplaren uit Sarawak en beeldde twee Nepenthes-bekers af op een schilderij getiteld Pitcher Plant. Toen Harry Veitch van James Veitch and Sons het schilderij onder ogen kreeg, zag hij dat het om een nog onbeschreven soort ging. Hij stuurde Charles Curtis in 1880 naar Borneo om een specimen naar Engeland te halen, waar het in 1881 door Joseph Dalton Hooker formeel werd beschreven als Nepenthes northiana.
In de 19e en begin 20e eeuw werden botanische illustraties van recent ontdekte Nepenthes-soorten regelmatig afgebeeld in vakliteratuur en populair-wetenschappelijke werken. Een bekende botanische illustratie is van de hand van de Duitse zoöloog Ernst Haeckel. Zijn Kunstformen der Natur uit 1904 bevat een lithografische prent van N. gymnamphora, met vangbekers in diverse stadia van ontwikkeling.
In 2013 installeerde de Amerikaanse kunstenaar Dan Corson vier beeldhouwwerken in de Chinese wijk van Portland te Oregon. Elk kunstwerk is bijna zeventien meter hoog en stelt een vangbeker van Nepenthes voor. In het donker lichten ze op door de fotovoltaïsche cellen in de wand. Een van de medewerkers aan het project verklaarde dat de werken een "eigenzinnige expressie van de natuur introduceren in een stedelijke omgeving" en dat ze lofuitingen zijn aan de unieke en diverse samenleving in de Chinese wijk.

## Afbeeldingen naar verspreidingsgebied

Niet-endemische soorten
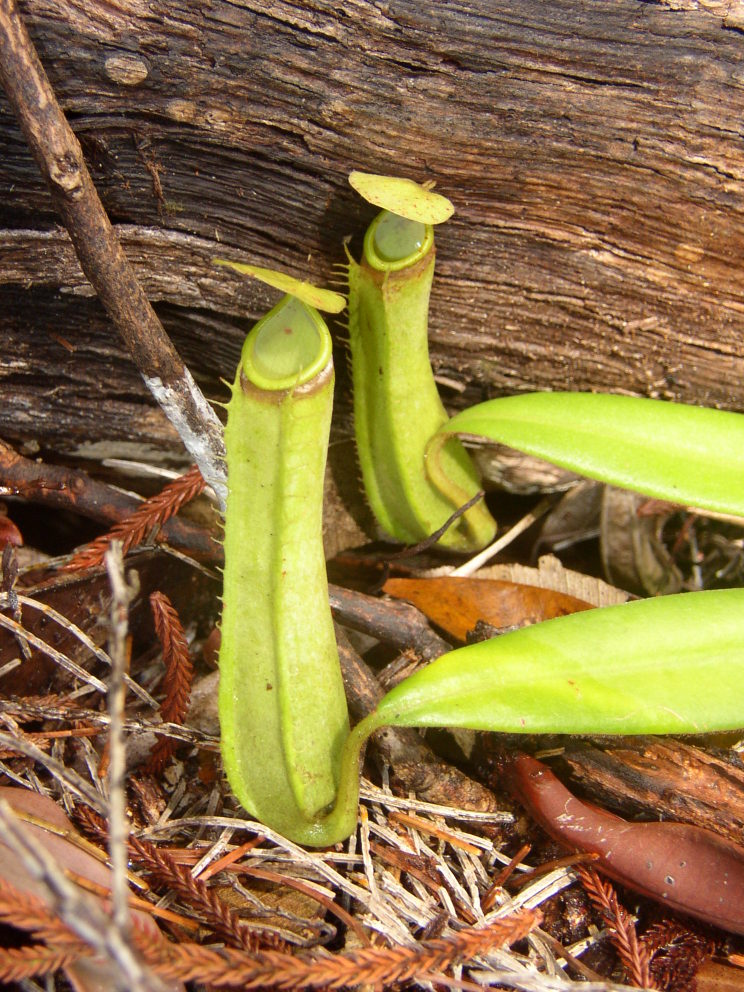
Nepenthes albomarginata; Borneo, Sumatra en het Maleisisch schiereiland
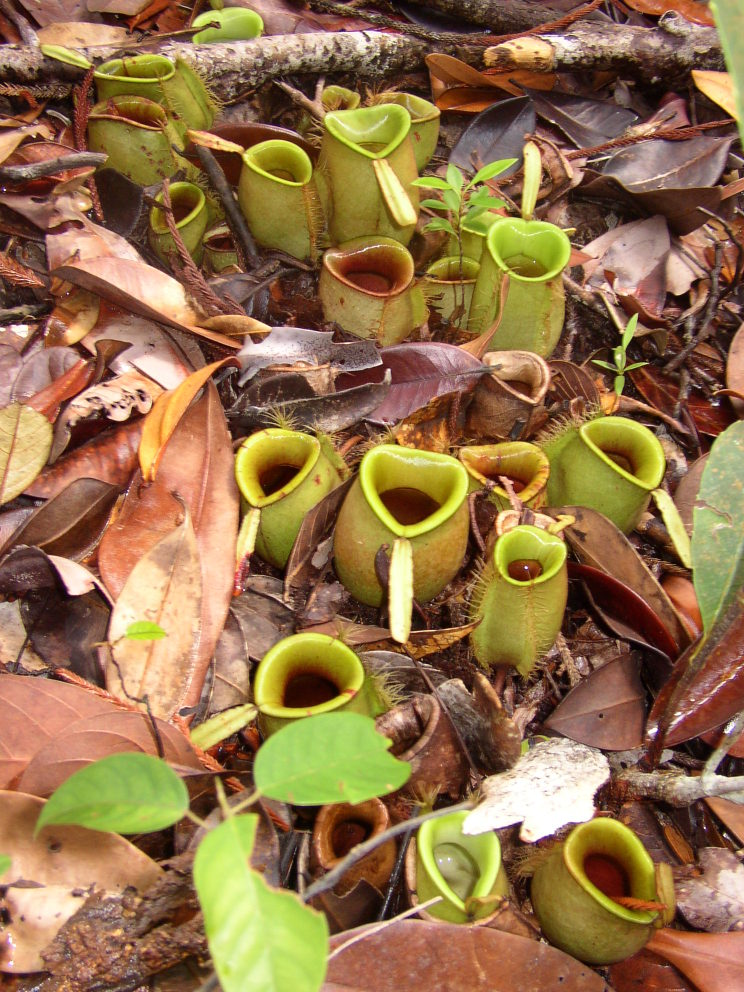
Nepenthes ampullaria; Borneo, Sumatra, de Molukken, het Maleisisch schiereiland, Thailand, Singapore en Nieuw-Guinea
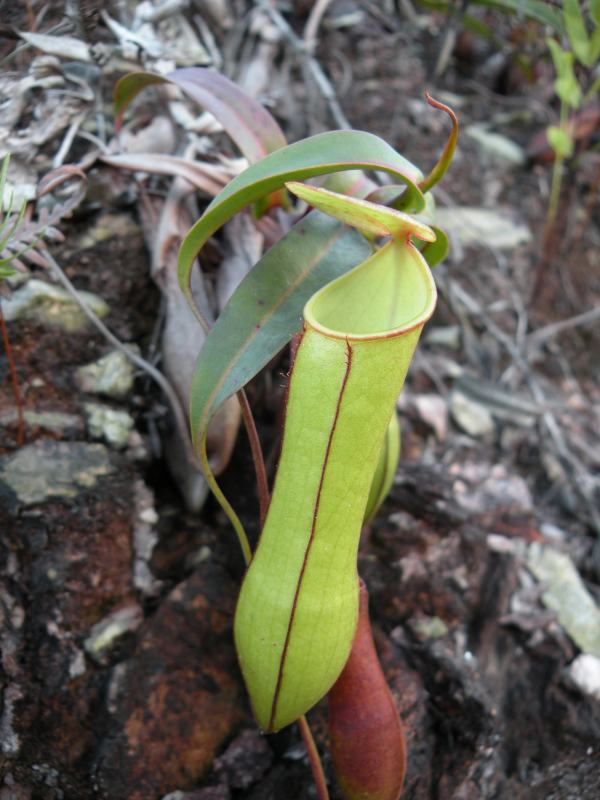
Nepenthes gracilis; Borneo, Sumatra, Celebes, het Maleisisch schiereiland, Thailand, Cambodja en Singapore
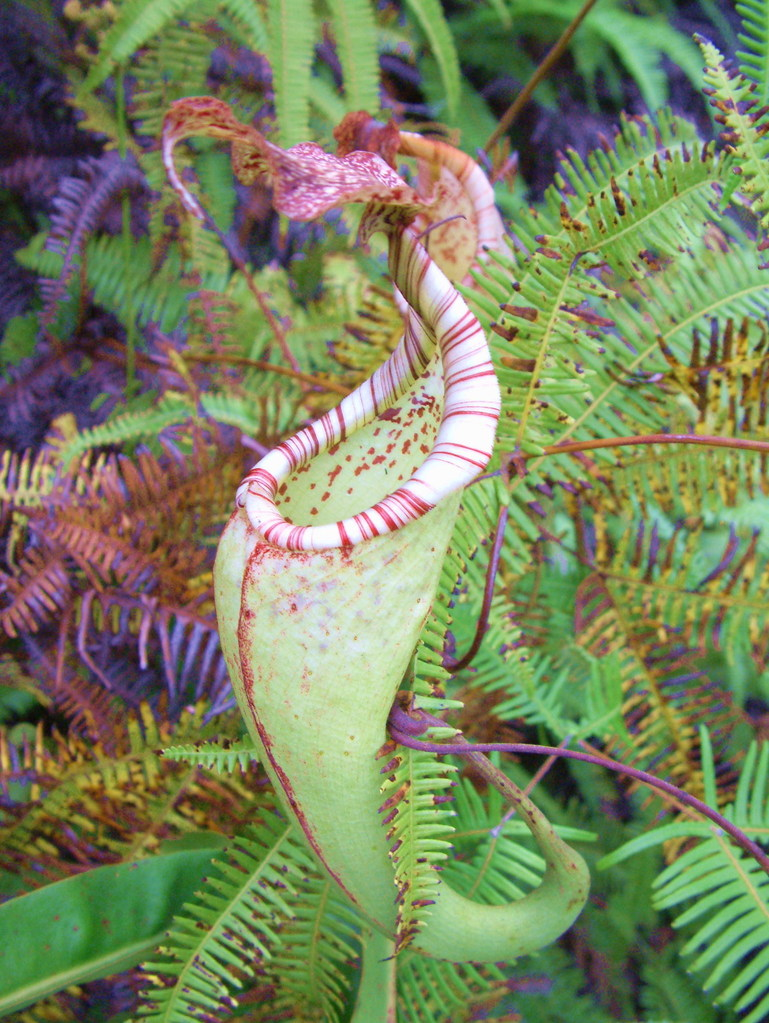
Nepenthes maxima; Celebes, de Molukken, Nieuw-Guinea en de D'Entrecasteaux-eilanden
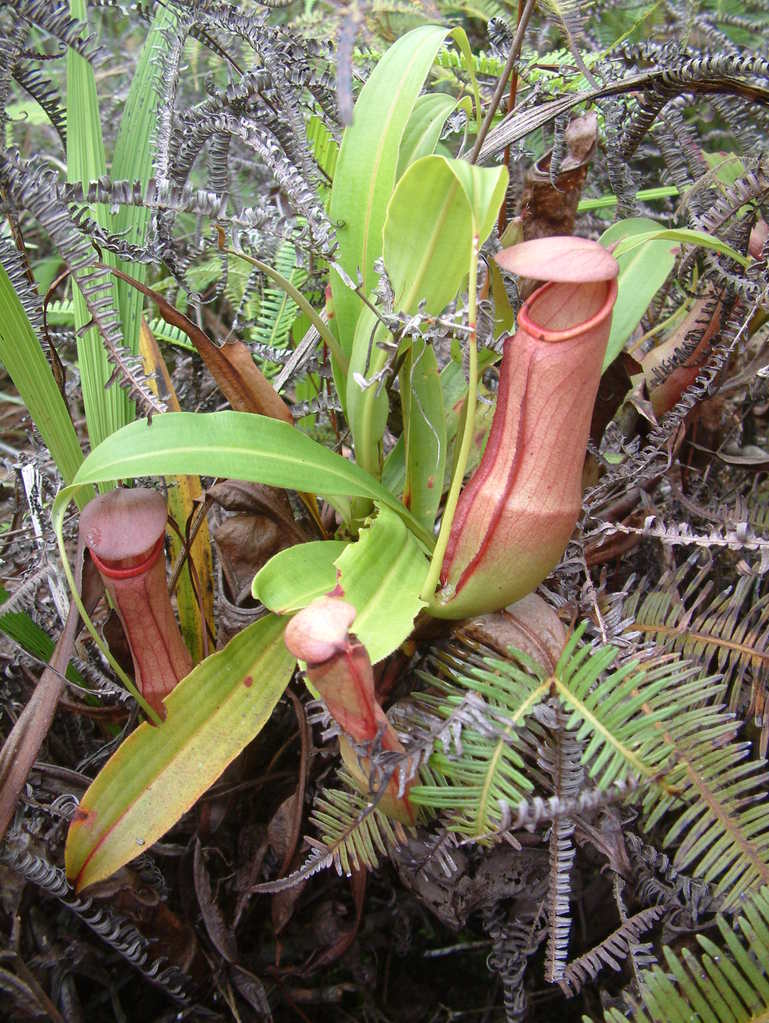
Nepenthes mirabilis heeft met 18 regio's de grootste verspreiding.[n]
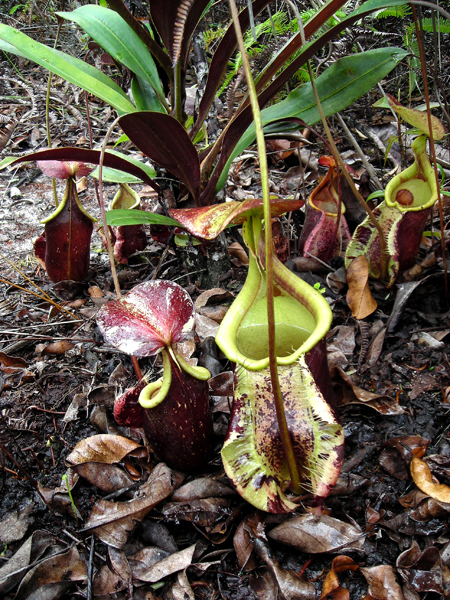
Nepenthes rafflesiana; Borneo, Sumatra, het Maleisisch schiereiland en Singapore

Endemische soorten in de Filipijnen
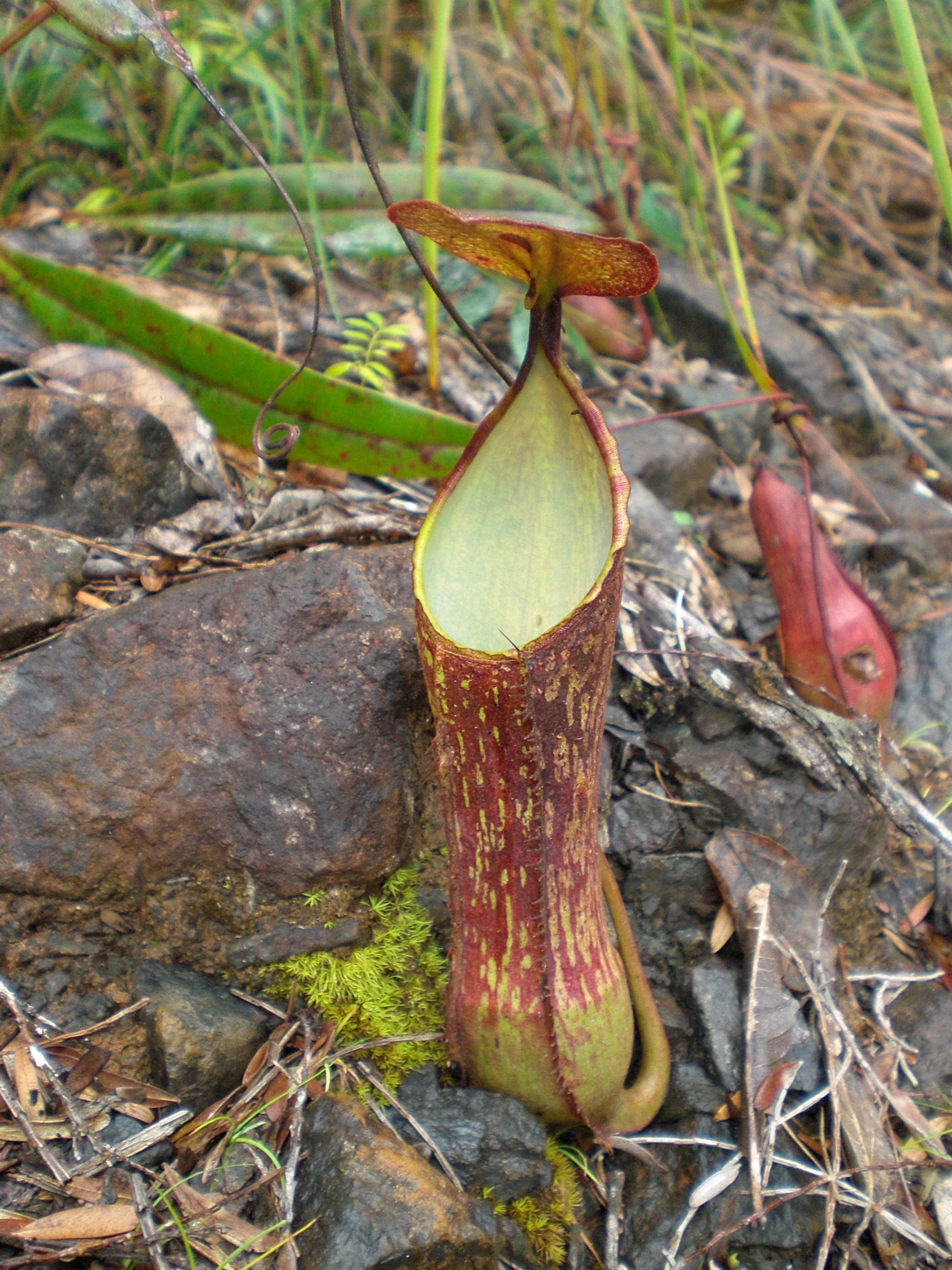
Nepenthes alata
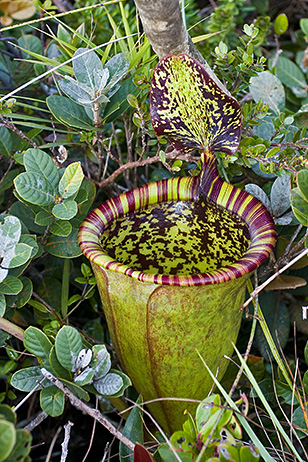
Nepenthes attenboroughii
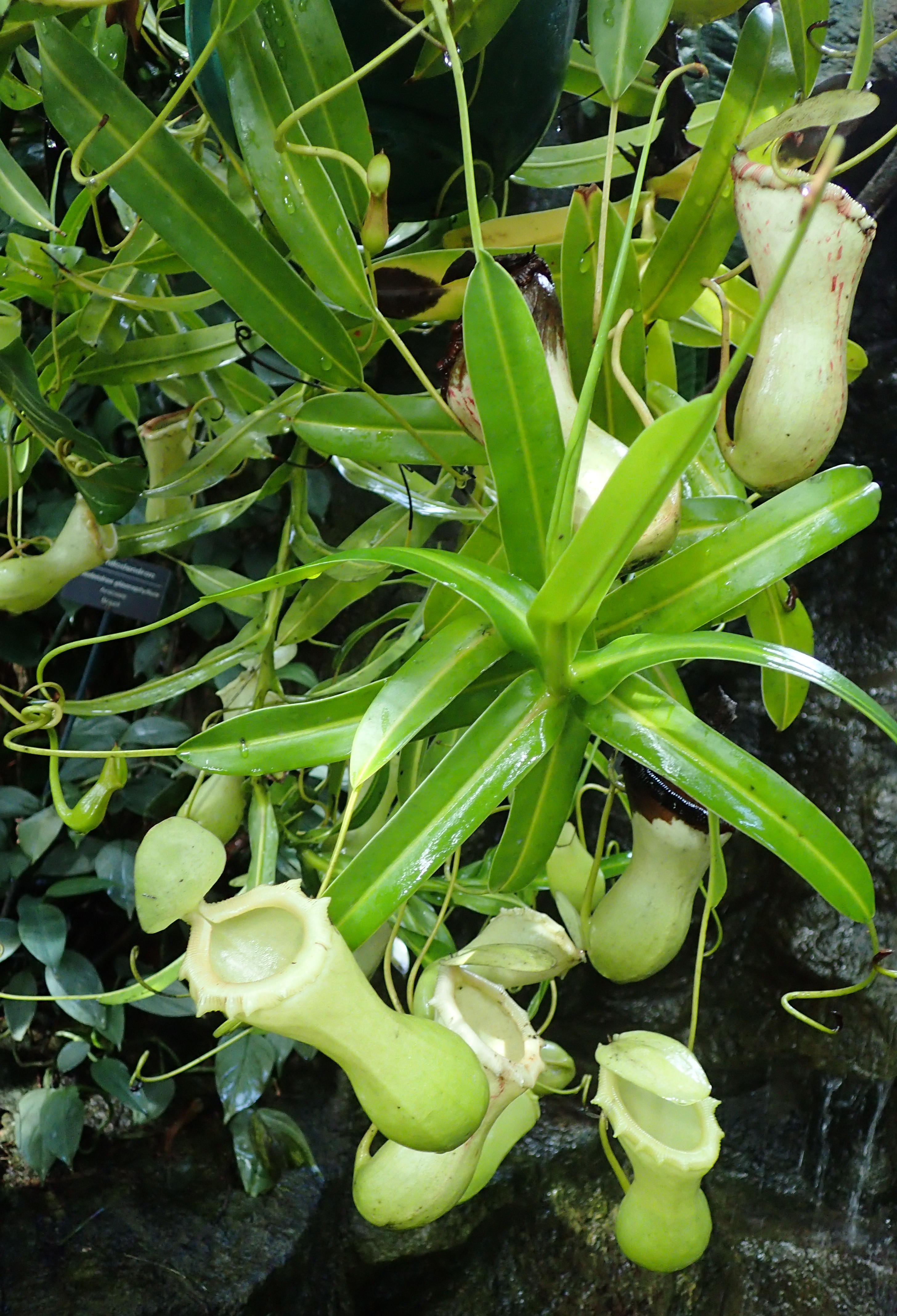
Nepenthes burkei
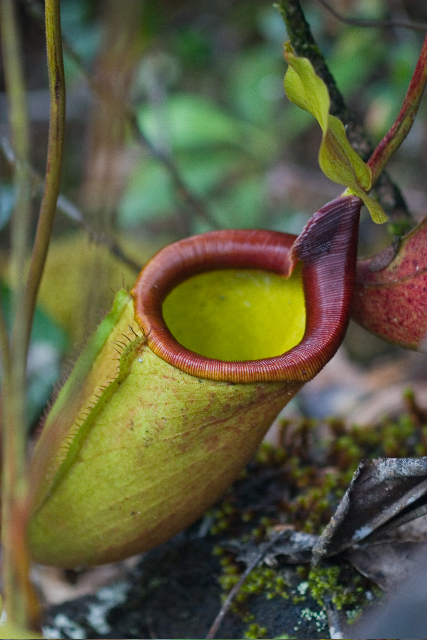
Nepenthes deaniana
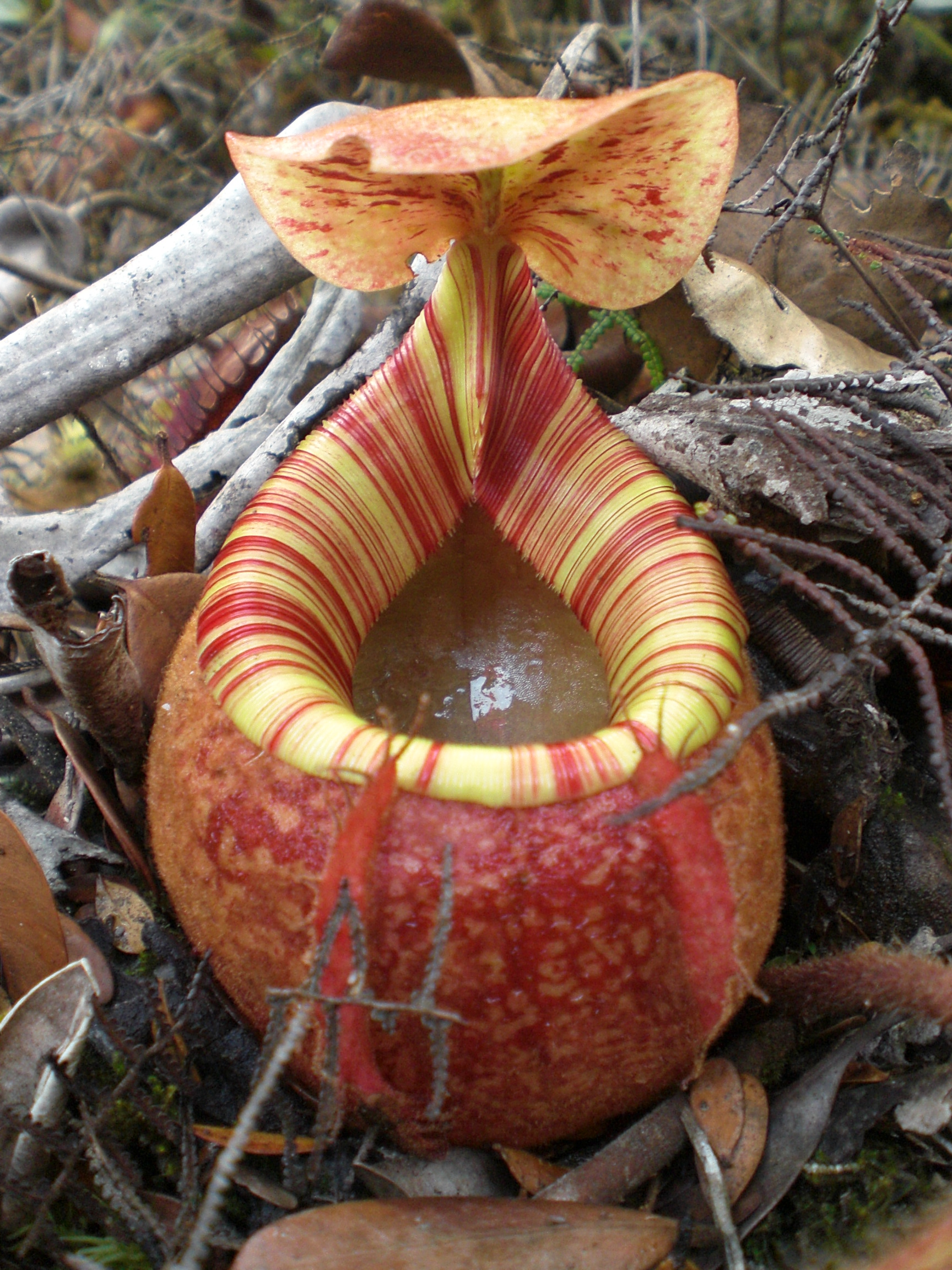
Nepenthes peltata
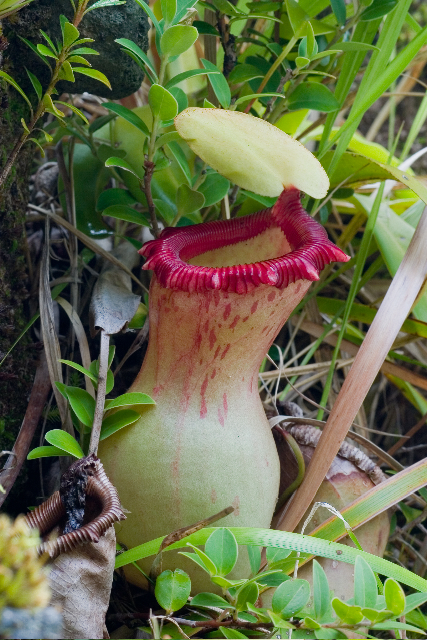
Nepenthes ventricosa

Endemische soorten op Borneo
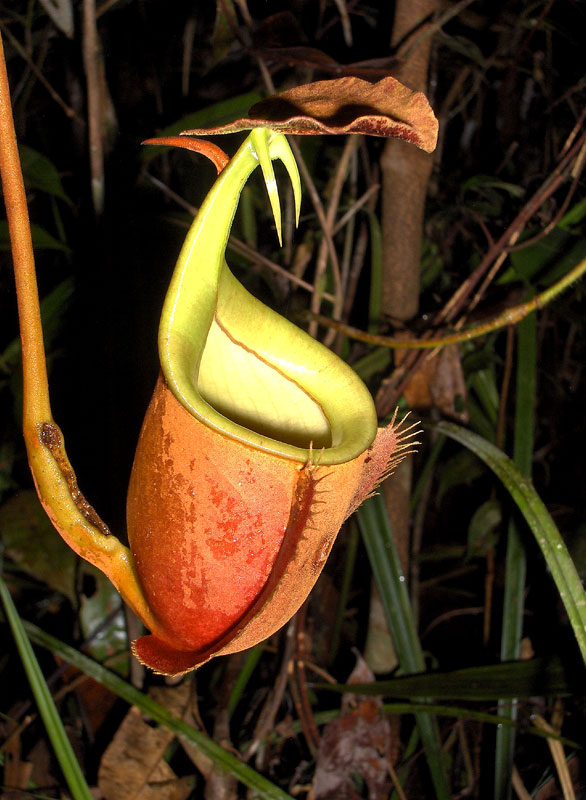
Nepenthes bicalcarata
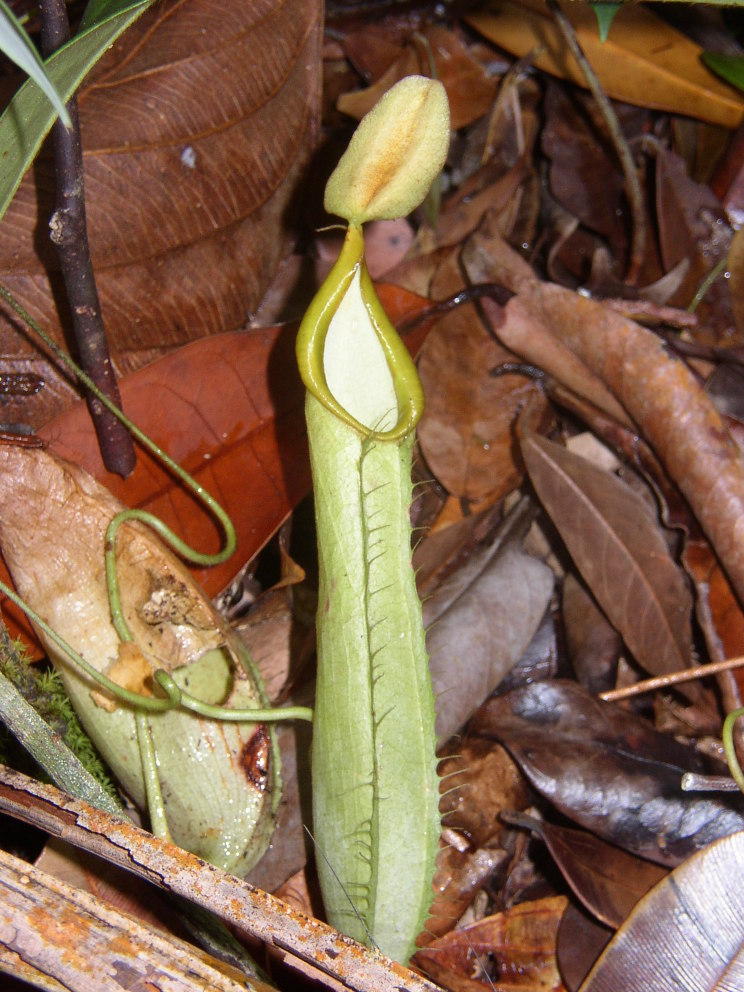
Nepenthes hirsuta
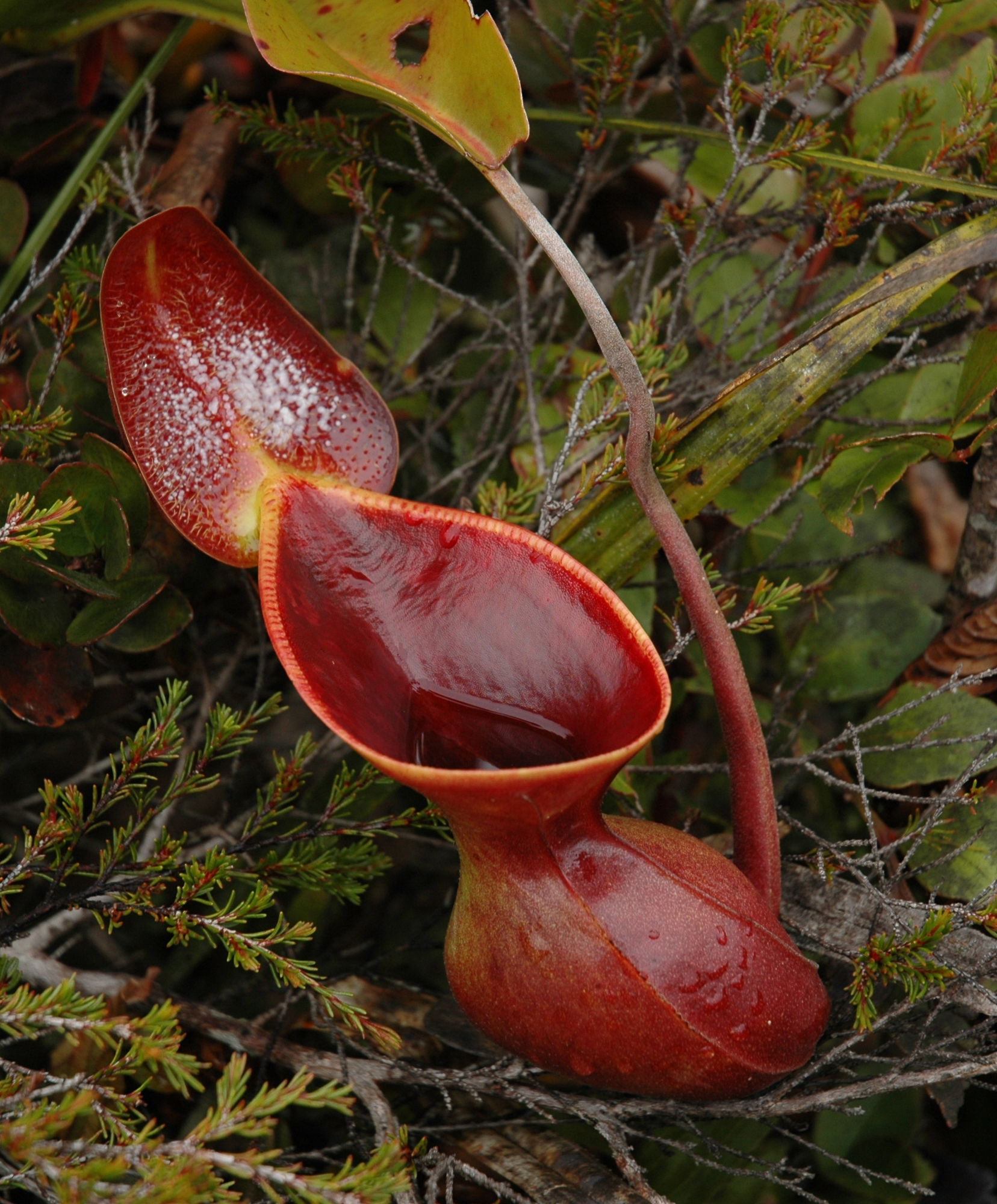
Nepenthes lowii
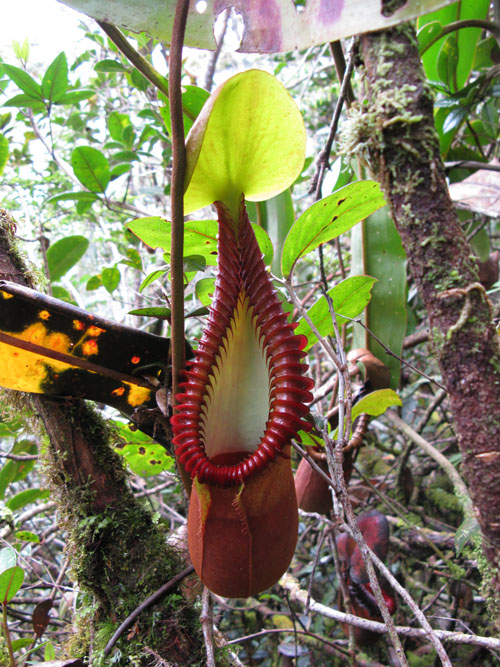
Nepenthes macrophylla
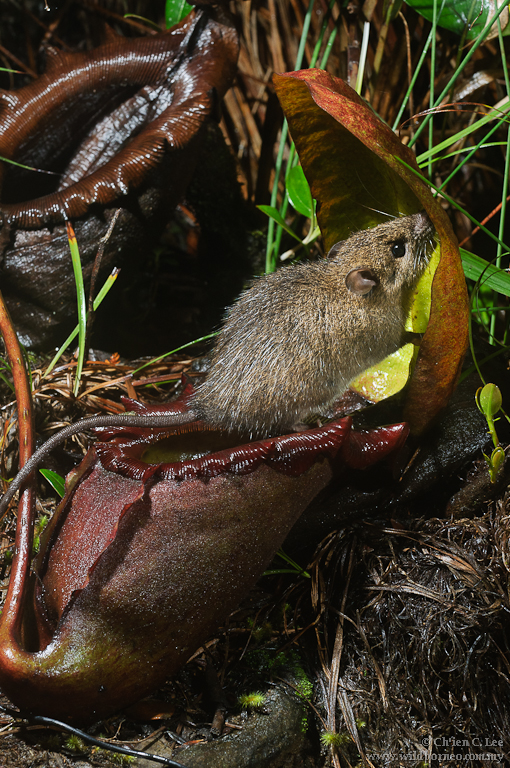
Nepenthes rajah, bezocht door een rat
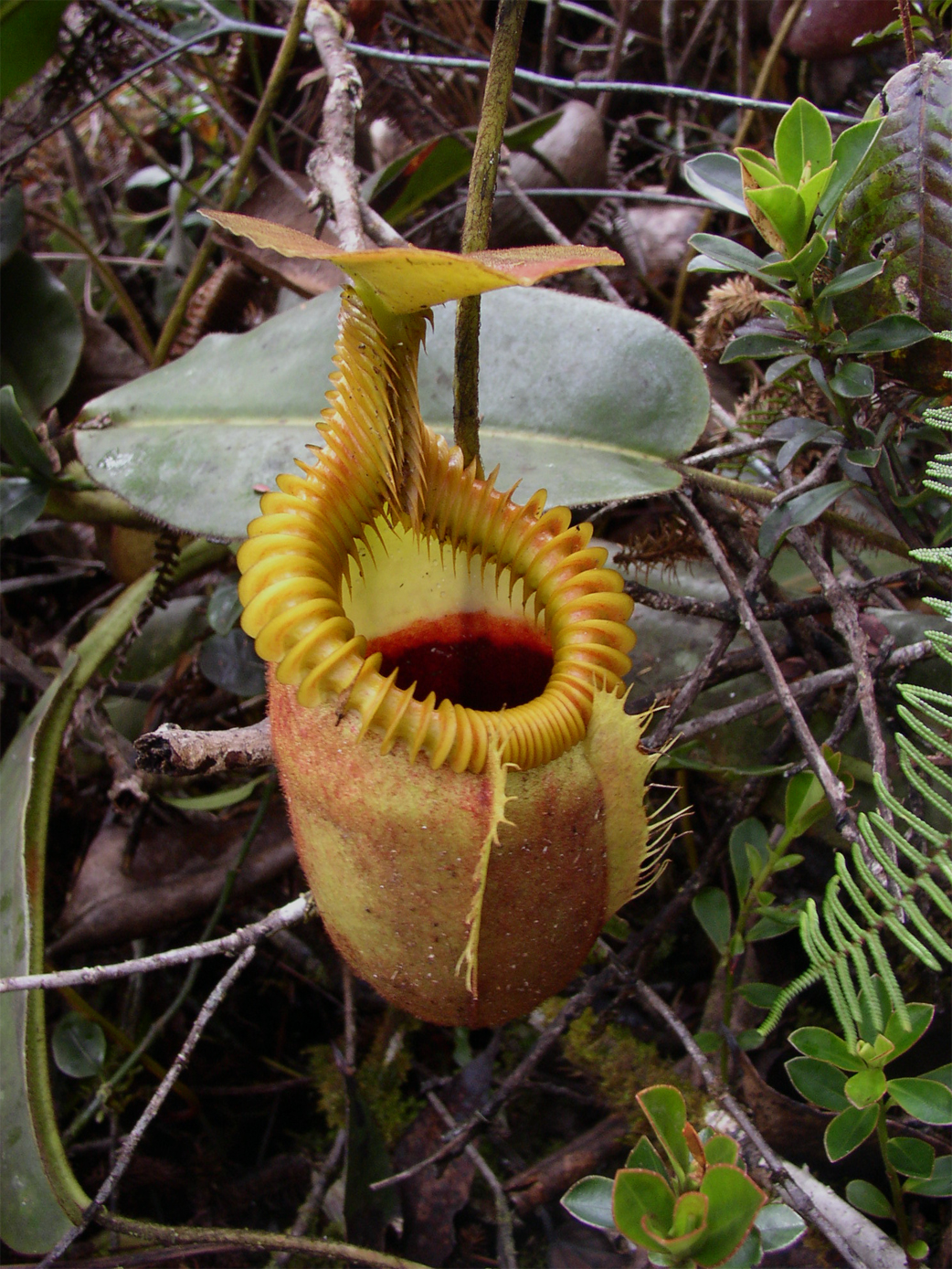
Nepenthes villosa

Endemische soorten op Sumatra
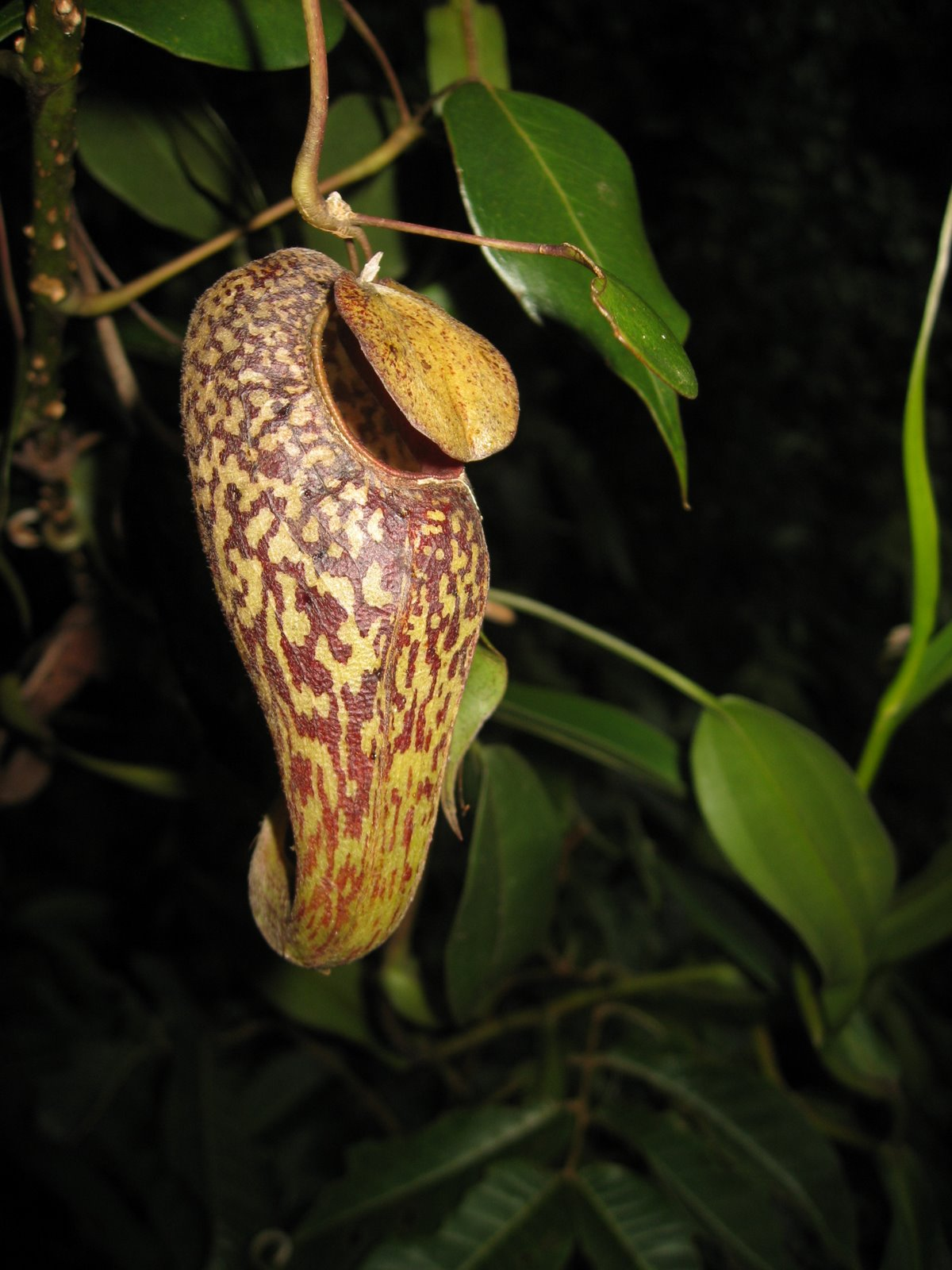
Nepenthes aristolochioides
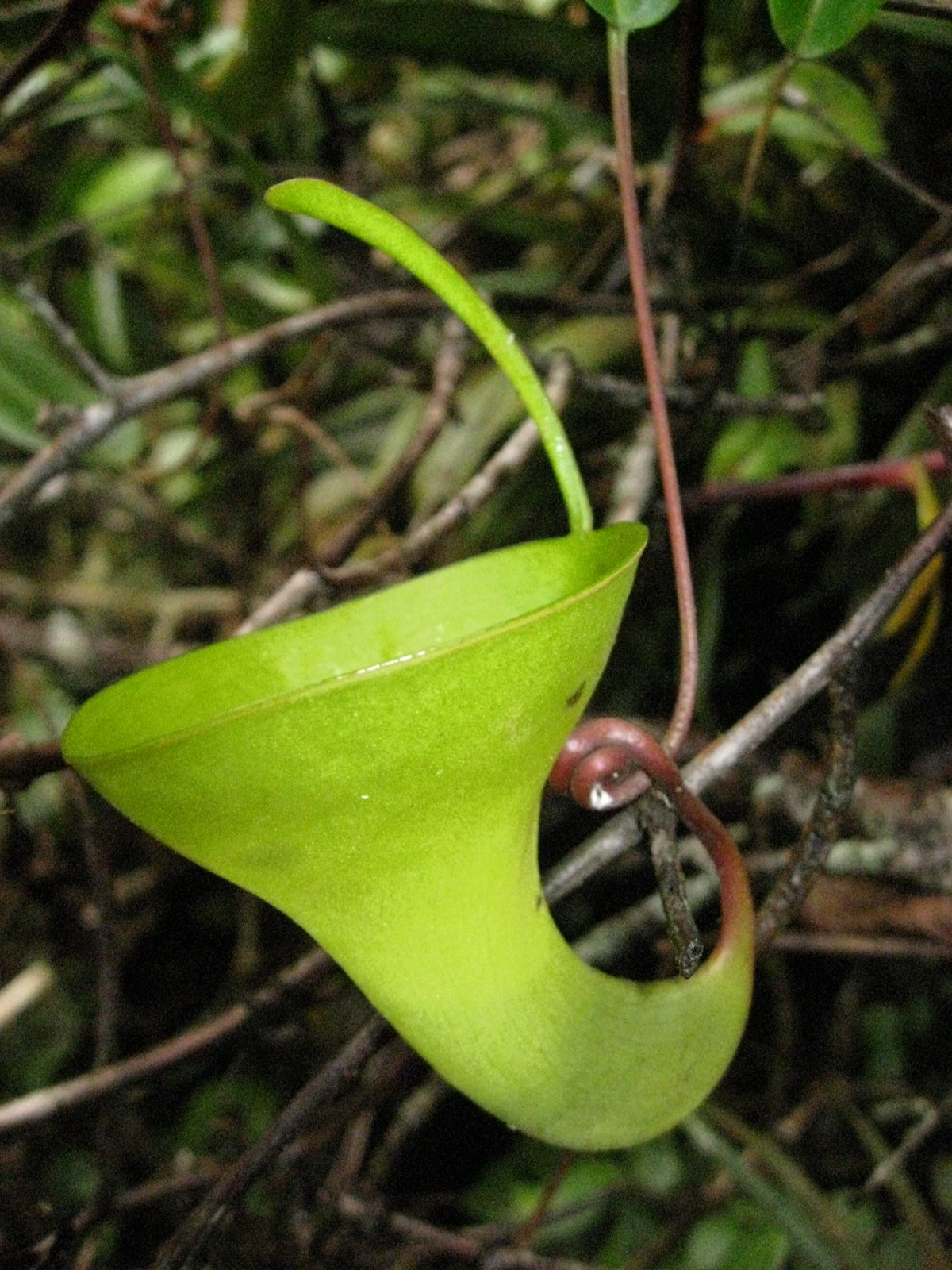
Nepenthes inermis
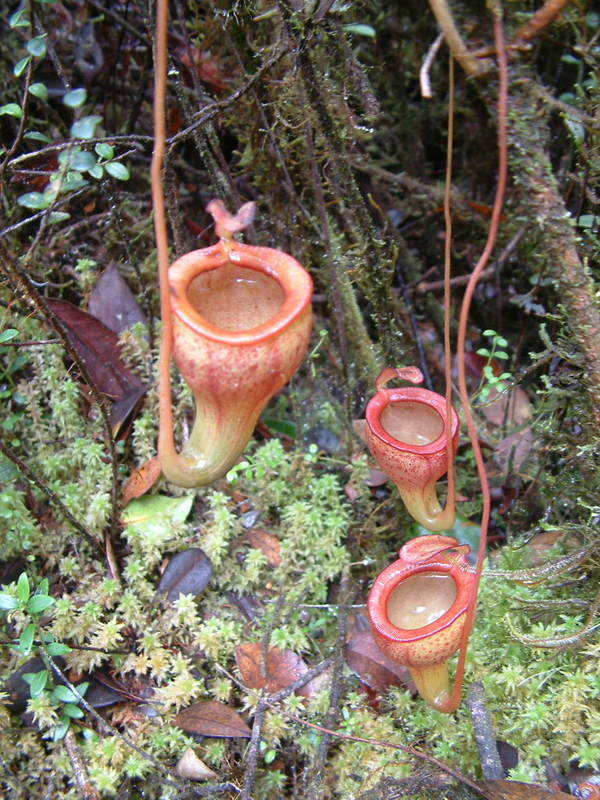
Nepenthes jamban
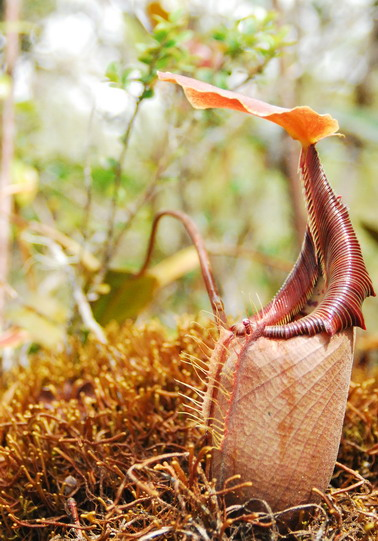
Nepenthes ovata
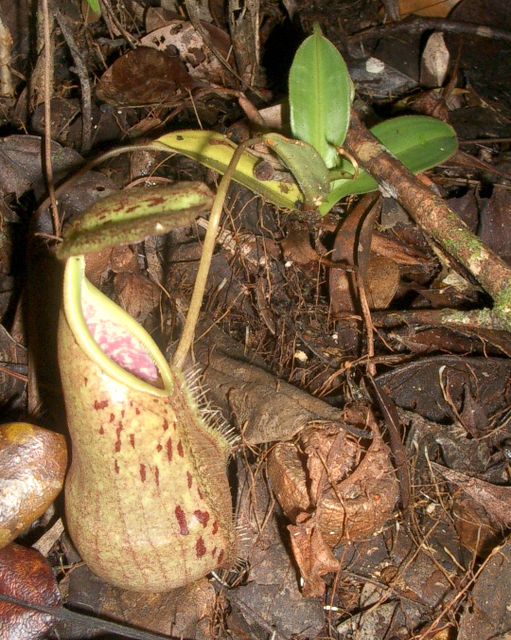
Nepenthes rhombicaulis
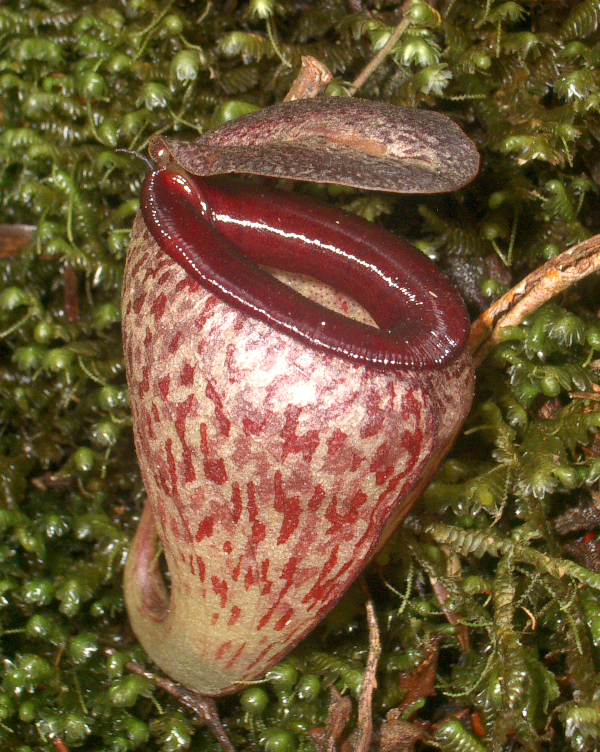
Nepenthes tenuis

Overige endemische soorten in Zuidoost-Azië
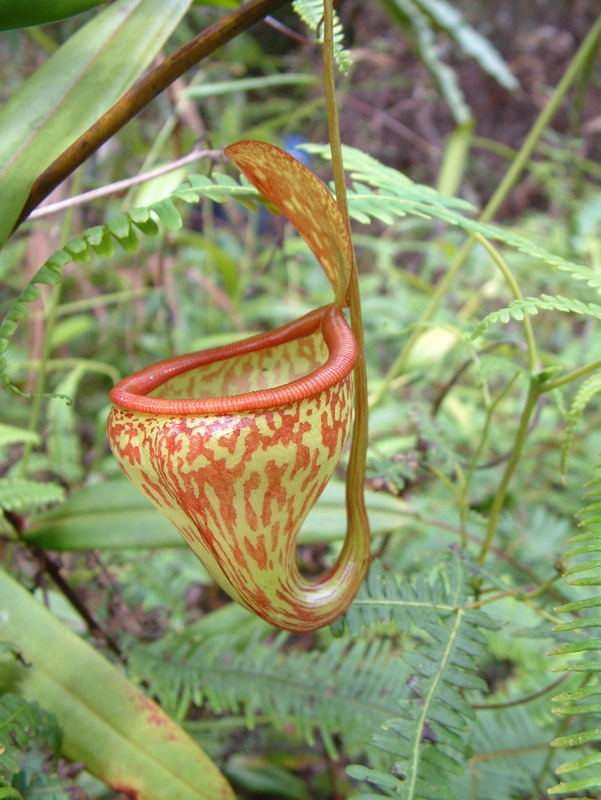
Nepenthes pitopangii op Celebes
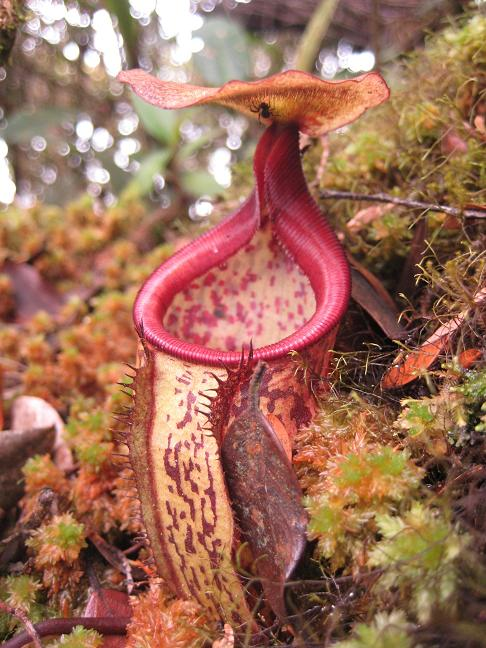
Nepenthes macfarlanei op het Maleisisch schiereiland
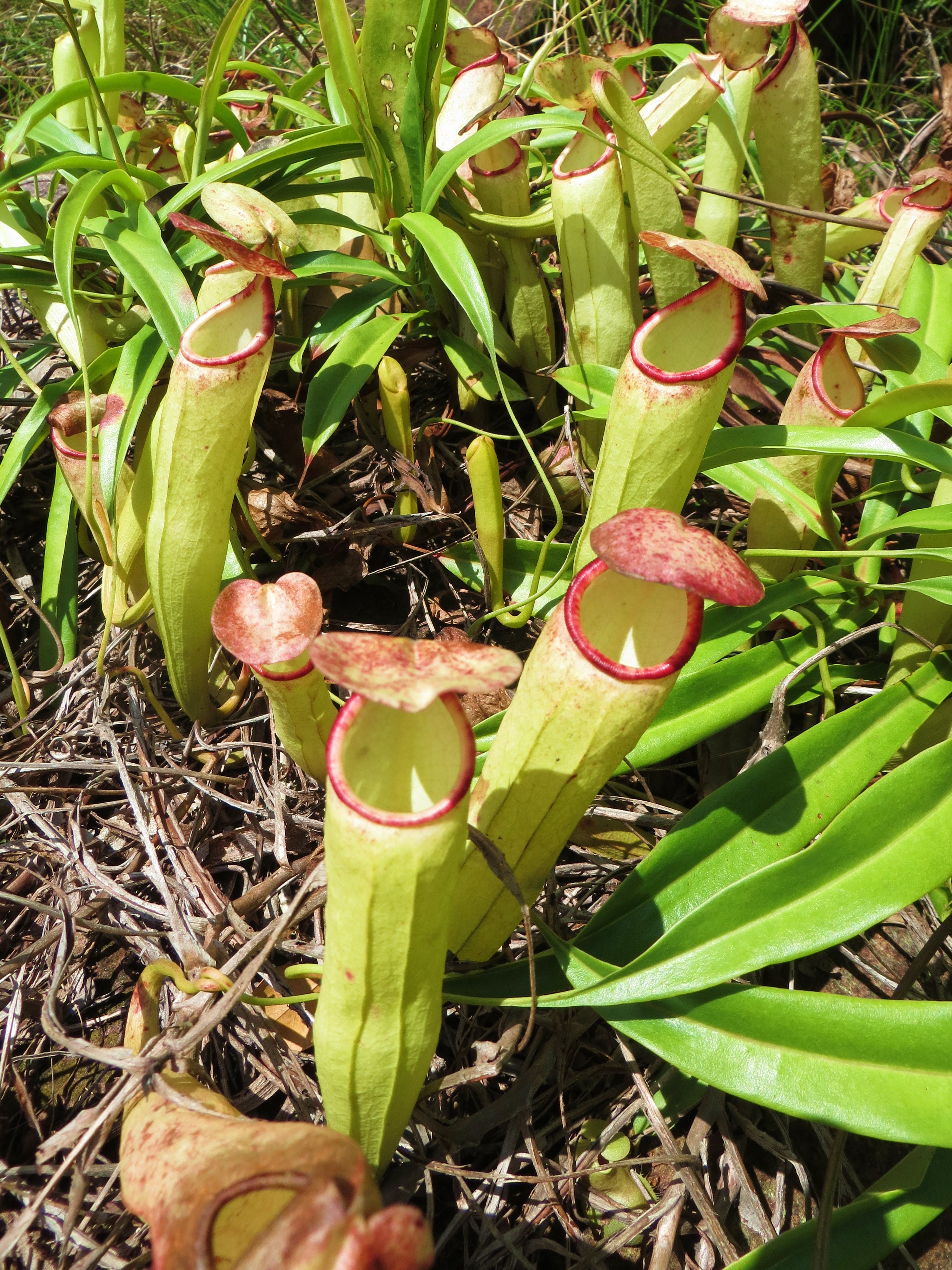
Nepenthes rosea in Thailand
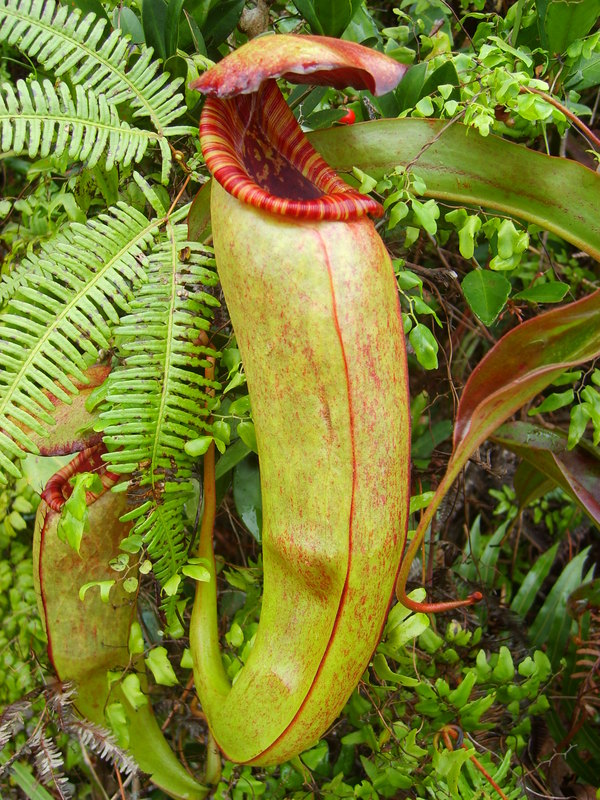
Nepenthes bokorensis in Cambodja
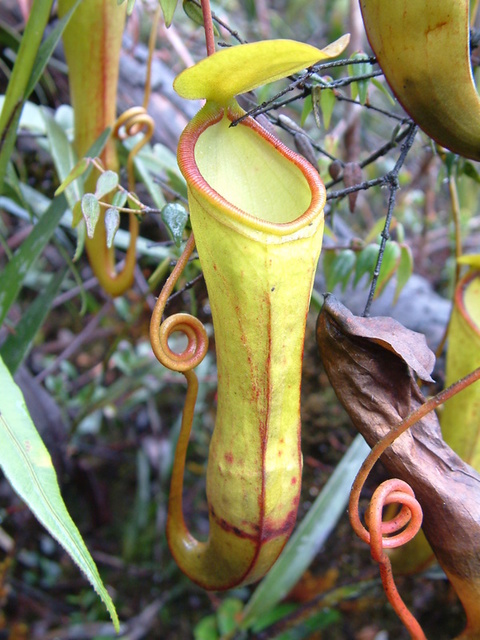
Nepenthes monticola op Nieuw-Guinea
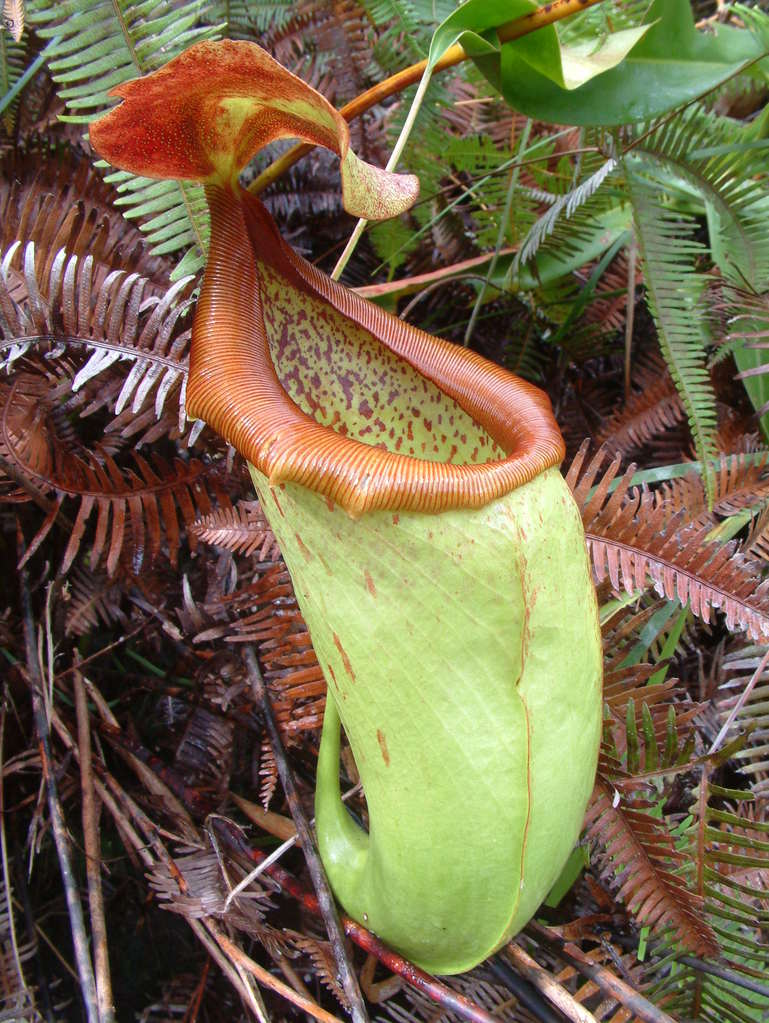
Nepenthes insignis op Nieuw-Guinea

Endemische soorten buiten Zuidoost-Azië
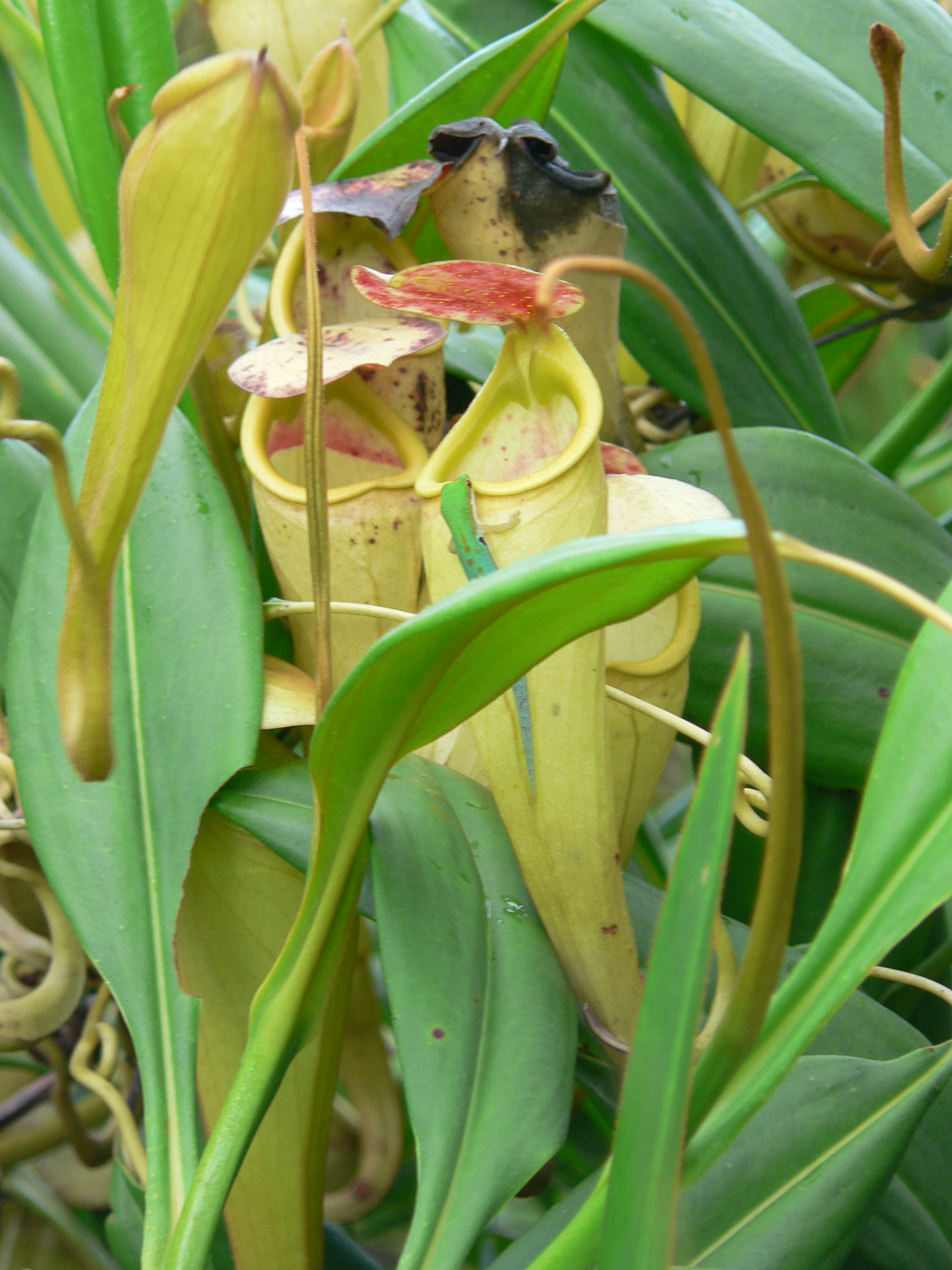
Nepenthes madagascariensis op Madagaskar, bezocht door een pauwoogdaggekko
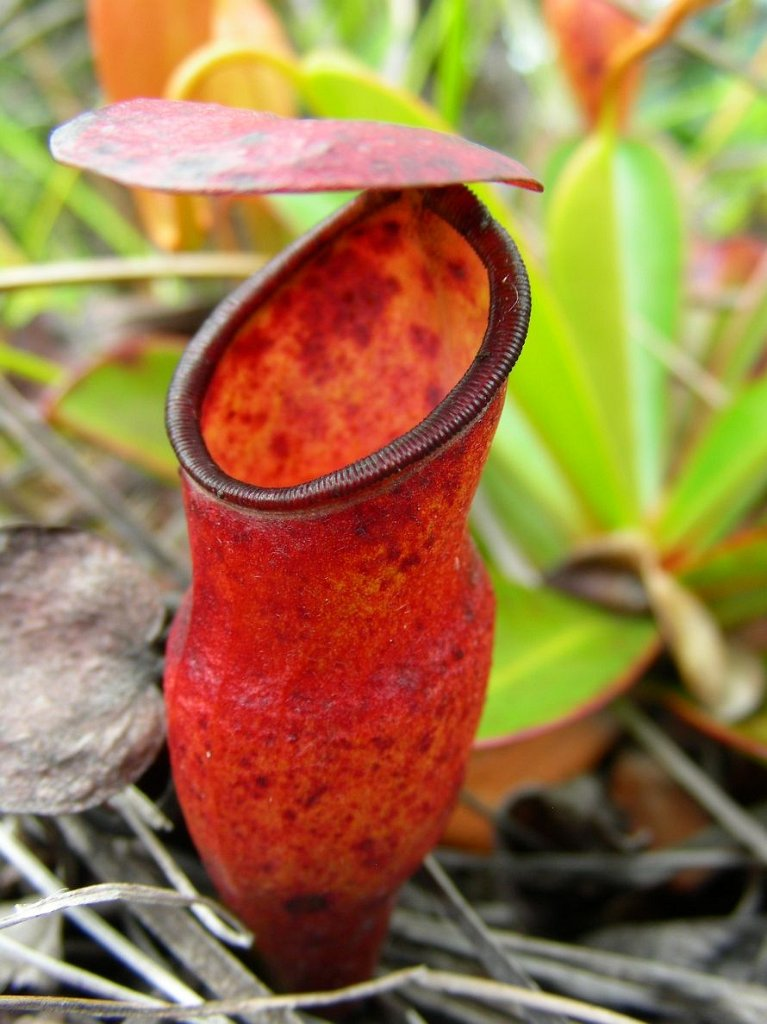
Nepenthes pervillei op de Seychellen
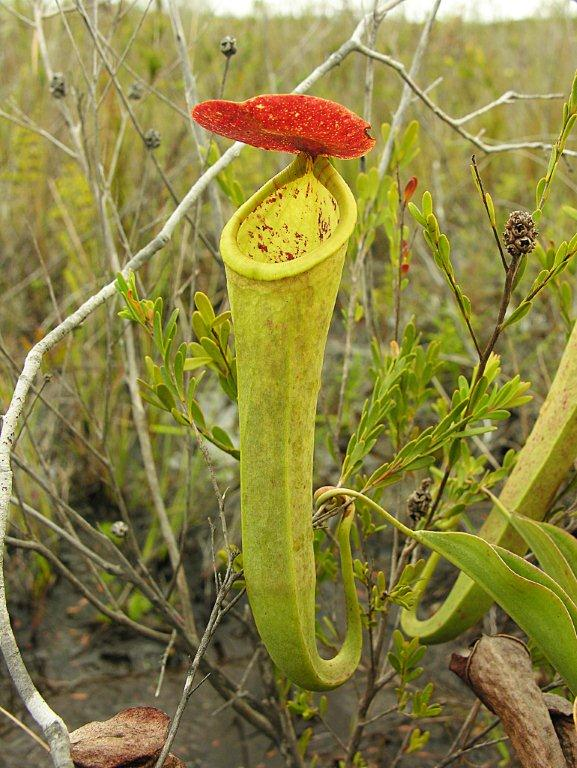
Nepenthes tenax in Australië
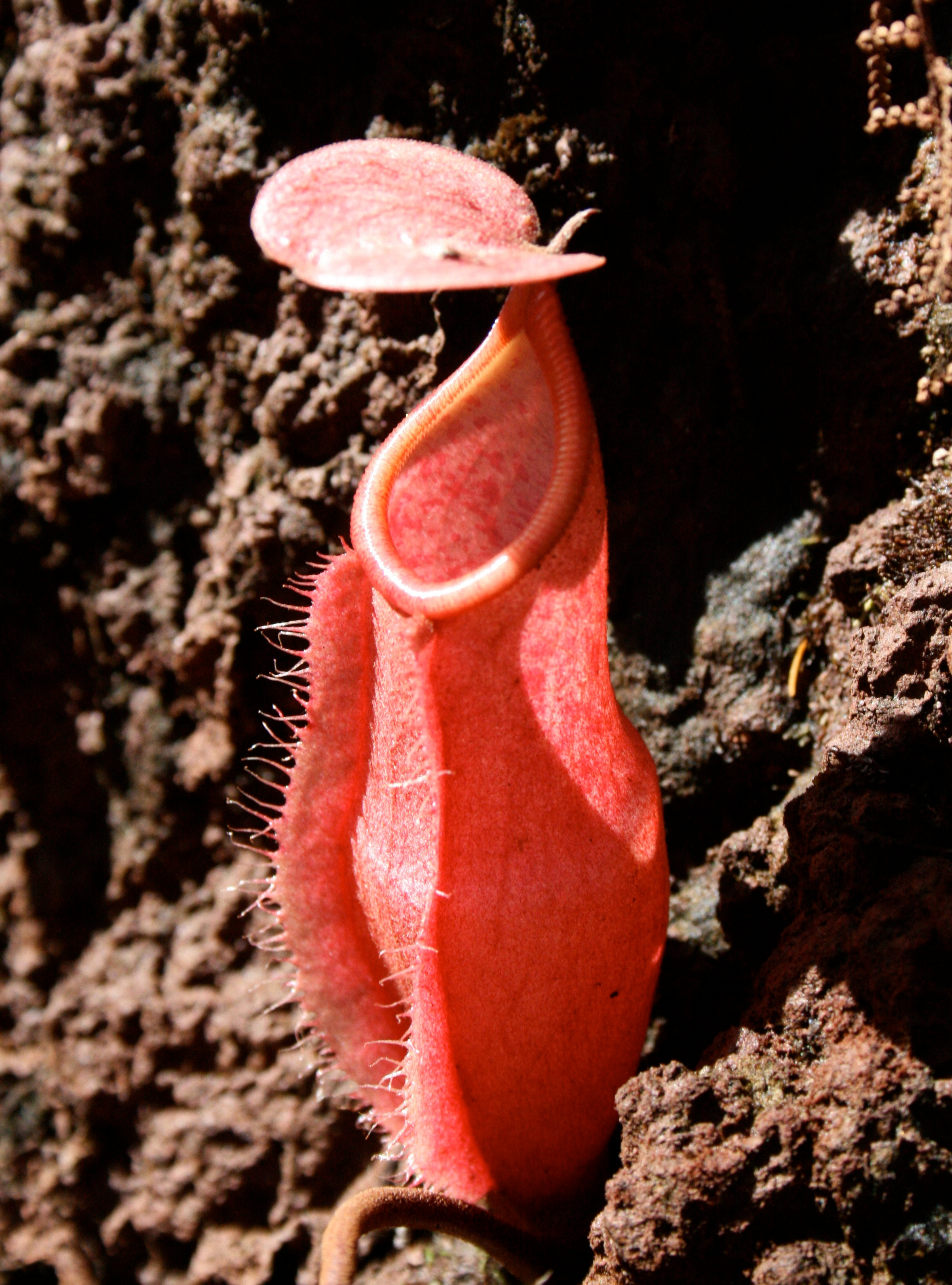
Nepenthes vieillardii op Nieuw-Caledonië
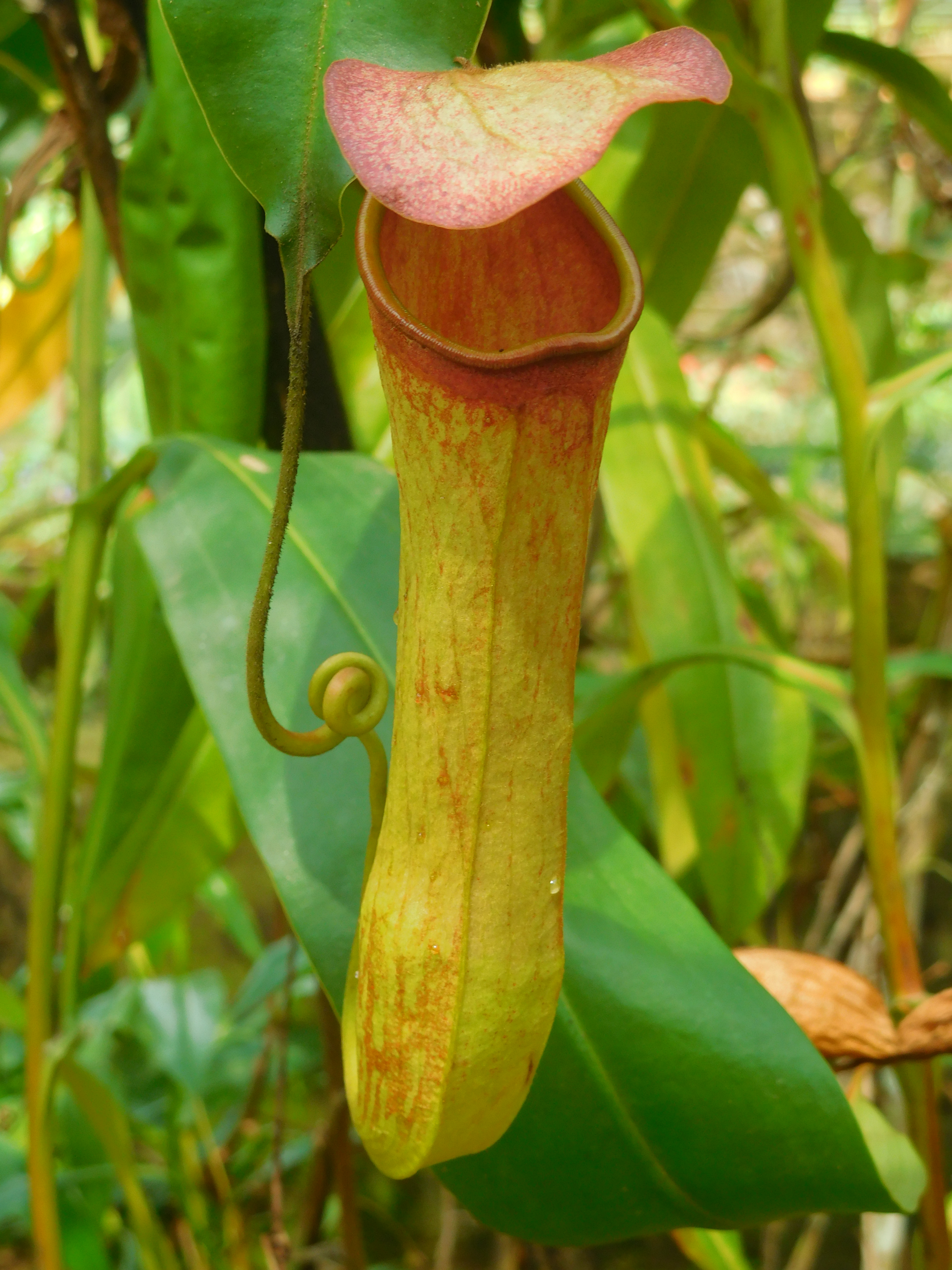
Nepenthes khasiana in India
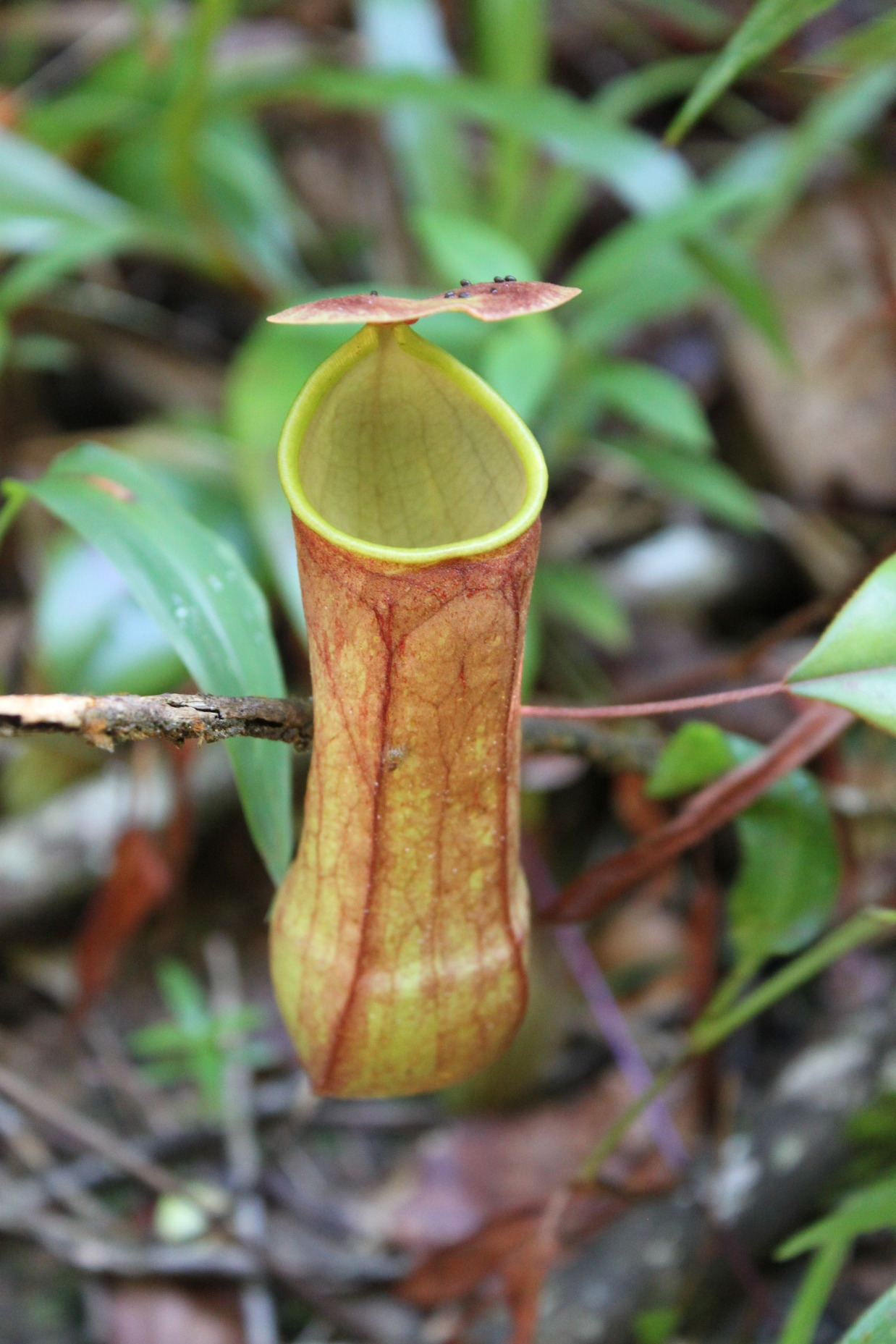
Nepenthes distillatoria op Sri Lanka

... · 
N. alata · 
N. albomarginata · 
N. ampullaria · 
N. argentii · 
N. aristolochioides · 
N. attenboroughii · 
N. bicalcarata · 
N. bokorensis · 
N. bongso · 
N. boschiana · 
N. burkei · 
N. campanulata · 
N. chaniana · 
N. danseri · 
N. deaniana · 
N. densiflora · 
N. diatas · 
N. distillatoria · 
N. edwardsiana · 
N. ephippiata · 
N. gracilis · 
N. gymnamphora · 
N. hirsuta · 
N. inermis · 
N. insignis · 
N. jamban · 
N. khasiana · 
N. lamii · 
N. leyte · 
N. lingulata · 
N. lowii · 
N. macfarlanei · 
N. macrophylla · 
N. madagascariensis · 
N. masoalensis · 
N. maxima · 
N. mirabilis · 
N. monticola · 
N. northiana · 
N. ovata · 
N. peltata · 
N. pervillei · 
N. pitopangii · 
N. rafflesiana · 
N. rajah ·
N. rhombicaulis · 
N. rosea ·
N. sanguinea · 
N. sibuyanensis · 
N. spathulata · 
N. tenax · 
N. tenuis · 
N. veitchii ·
N. ventricosa ·
N. vieillardii ·
N. villosa · 
...